# 史密斯威森M27左輪手槍
史密斯威森M27（英語：Smith & Wesson Model 27）是一系列由美国槍械公司史密斯威森所研製及生產的6發式碳鋼“N型底把”雙動操作式左輪手槍，最早於1935年開始生產，並在1990年代停止生產，發射.357 S&W馬格南或火力相對較弱的.38 S&W特種彈這二種子彈。它具有31⁄2、4、5、6和83⁄8英吋多種槍管長度和可調節式機械瞄具。

## 概述
當1935年在史密斯威森首次推出史密斯威森M27時，當時又被稱為“.357 S&W馬格南口徑註冊麥格農手槍”（英語：.357 magnum Registered Magnum）。這型號基本上是一個可自定義訂購的左輪手槍。槍管長度可以在31⁄2、4、5、6和83⁄8英吋之間再增加四分之一英寸的長度。除了提供不同長度的槍管以外，亦可使用不同的握把、準星、扳機、擊錘和表面處理。每一把註冊馬格南手槍更會附送一張證書證明真偽。
即使是在大萧条中期的時候推出的，而且其價格非常昂貴，史密斯威森在產生這款註冊馬格南手槍以後發現它們積壓了達四年的訂單。堪薩斯市警察局給其警員發配註冊馬格南手槍，而在美國的許多其他的執法機關人員都配備了註冊馬格南手槍。直到1939年，史密斯威森決定把註冊馬格南手槍停止生產。它後來取代了.357馬格南。.357馬格南具有3.5、5、6.5和8.75英吋槍管長度選擇。據報導指出，這是註冊馬格南手槍最流行的槍管長度。從本質上而言，.357馬格南（史密斯威森M27的前身）仍然是註冊馬格南手槍，只是為了便於標準化生產和經濟性而已。後來成本比史密斯威森M27更低的史密斯威森M28左輪手槍“公路巡警”於1954年推出以後就立即被美國和挪威的執法機關採用，後者移除了一些史密斯威森M27原有的功能，例如拋光表面處理。
有人指出了其耐用性和可靠性優秀。31⁄2英吋槍管長度型號在1940年代到1960年代期間非常受联邦调查局特工所歡迎。而斯基特·斯凱爾頓（英語：Skeeter Skelton，全名：查爾斯·艾倫·“斯基特”·斯凱爾頓）則認為M27的5英吋槍管是手槍之中最好的一把。小喬治·史密斯·巴頓（英語：George Smith Patton Jr.）将军亦攜帶一把象牙握把和31⁄2英吋槍管的M27（連同他的象牙握把柯爾特和平守護者）；巴頓將軍稱呼其M27為他的“殺戮之槍”（英語：killing gun）。
史密斯威森還開發了一系列的中型“K型底把”和中大型“L型底把”的.357馬格南左輪手槍，包括史密斯威森M19／M66、史密斯威森M65、史密斯威森M586、史密斯威森M619／M620和史密斯威森M686。在1990年代，史密斯威森開發了一款小型“J型底把”的.357馬格南左輪手槍，包括史密斯威森M60、史密斯威森M340PD和史密斯威森M640。

## 衍生型

### 史密斯威森M627
史密斯威森M27在1990年代末推出了8發弹巢和不鏽鋼底把的衍生型，史密斯威森M627。根據來自史密斯威森的衍生型號名稱編配手法，M627這個型號是在原來的M27左輪手槍的型號名稱前面增加一個6字，以表示這是原來的M27左輪手槍設計的不鏽鋼底把版本，這點與史密斯威森M625、史密斯威森M629、史密斯威森M657、史密斯威森M686相同。

#### 相關衍生型
- S&W M627 2.625"型（英語：Smith & Wesson Model 627 2.625"）是一把8發彈巢和不鏽鋼底把以及採用66.675毫米（2.625英吋）槍管的左輪手槍，是2.625"型系列的一部份。
- S&W M627 V競賽型（英語：Smith & Wesson Model 627 V-Comp）是一把8發彈巢、不鏽鋼底把以及採用設有泄氣孔的槍管前端的左輪手槍，是V競賽型系列的一部份。

### 史密斯威森M327
史密斯威森M327是史密斯威森M27的8發弹巢和钪合金底把版本，表面採用了啞光黑色。根據來自史密斯威森的衍生型號名稱編配手法，M327這個型號是在原來的M27左輪手槍的型號名稱前面增加一個3字以表示這是原來的M27左輪手槍設計的钪合金版本，這點與史密斯威森M325、史密斯威森M329、史密斯威森M357、史密斯威森M310、史密斯威森M386相同。

#### 相關衍生型
- S&W M327PD（英語：Smith & Wesson Model 327PD）是一把8發彈巢、钪合金底把的個人防衛型左輪手槍，是PD型系列的一部份。
- S&W M327夜間護衞型（英語：Smith & Wesson Model 327 Night Guard）是一把8發彈巢、钪合金底把以及採用PVD塗層彈巢、氚光機械瞄具的左輪手槍，是夜間護衞型系列的一部份。
- S&W M327 TRR8型（英語：Smith & Wesson Model 327 TRR8）是一把8發彈巢、钪合金底把的戰術左輪手槍，底把頂部與槍管前端底部設有戰術導軌。

## 流行文化
史密斯威森M27系列登場於多部电影、电視、电脑游戏和動画裡，例如：

### 電影
- 1970年—：裝上印有“GSP”英文字的象牙握把和31⁄2英吋槍管的早期型M27“註冊馬格南手槍”（英語：Registered Magnum），由小喬治·史密斯·巴頓将军（英語：George Smith Patton Jr.，喬治·史考特飾演）所使用。
- 1972年—《教父》：早期型M27，由盧卡·卡·布拉西（Luca Brasi，萊尼·蒙塔納飾演）所使用。
- 1979年—《一九四一》：由赫比·卡斯文基（Herbie Kazlminsky，埃迪·迪遜飾演）所使用。
- 1995年—：型號為M27縮短槍管型，由浮切（Fouchet，切基·卡尤飾演）所使用。
- 2004年—：型號為M27縮短槍管型，由浮切（Fouchet，切基·卡尤飾演）所使用。

### 電視劇
- 2005年—：2005年3月26日第6季第1集（播出順序為第157集）「博士登場」（香港亞視）／「蘿絲」（台灣華視），大量的由特勤局特工們所使用。
- 2006年—：2007年4月4日第1季第17集（播出順序為第17集）「進則退」（英語：One Man's Terrorist），4英吋槍管型由格雷·安德森（Gray Anderson，邁克爾·加斯頓飾演）和羅傑·哈蒙德（Roger Hammond，克里斯托弗·雷尤飾演）所使用。
- 2011年—《格林》：2011年11月4日第1季第2集（播出順序為第2集）「熊仍是熊」（英語：Bears will be Bears），4英吋槍管型由吉爾達（Gilda Darner，艾米·古麥尼克飾演）所使用。

### 电脑游戏
- 2008年—：為6英吋槍管黑色版，命名為「.357麥格農」，最高攜彈量為48（聯機模式）和80發（納粹殭屍模式）。聯機模式時於等級49解鎖，沒有任何可以使用的改裝；殭屍模式時有一款衍生型稱作「.357 Plus 1 K1L-u」，仍為6發彈巢，但最高攜彈量為80發。
- 2019年—：為“太平洋戰爭”章節中新增的武器，登場型號為6英寸槍管銀色版本，命名為“Model 27”。

### 動漫
- 2015年—《絕命制裁X》：型號為M627 Performance Center 5英寸槍管型，由木場美琴（きば みこと，CV：近藤唯）所使用，被其命名為「Eight Ball」。據作者所言，這是日本業界第一部起用此款八發裝左輪手鎗的漫畫。

## 圖集

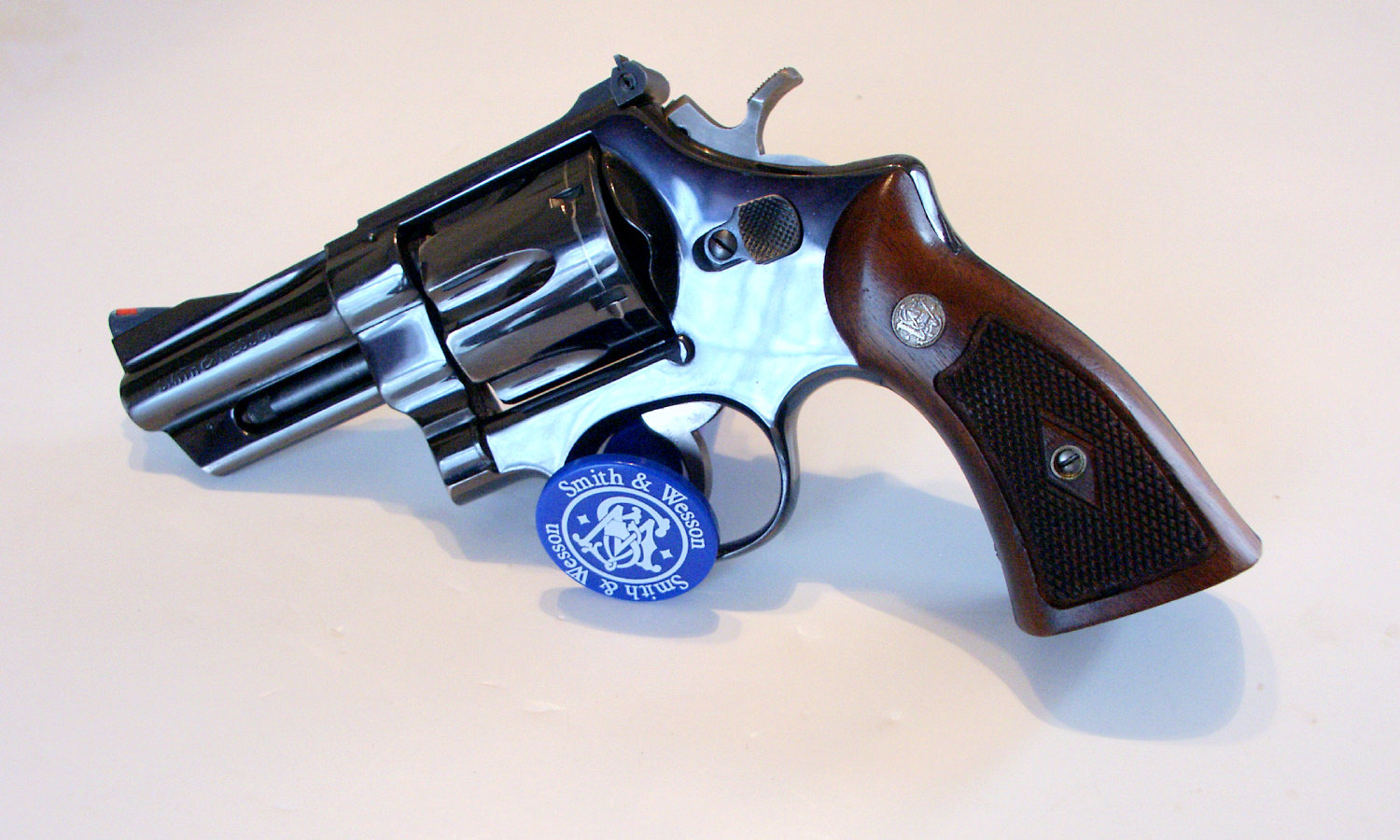
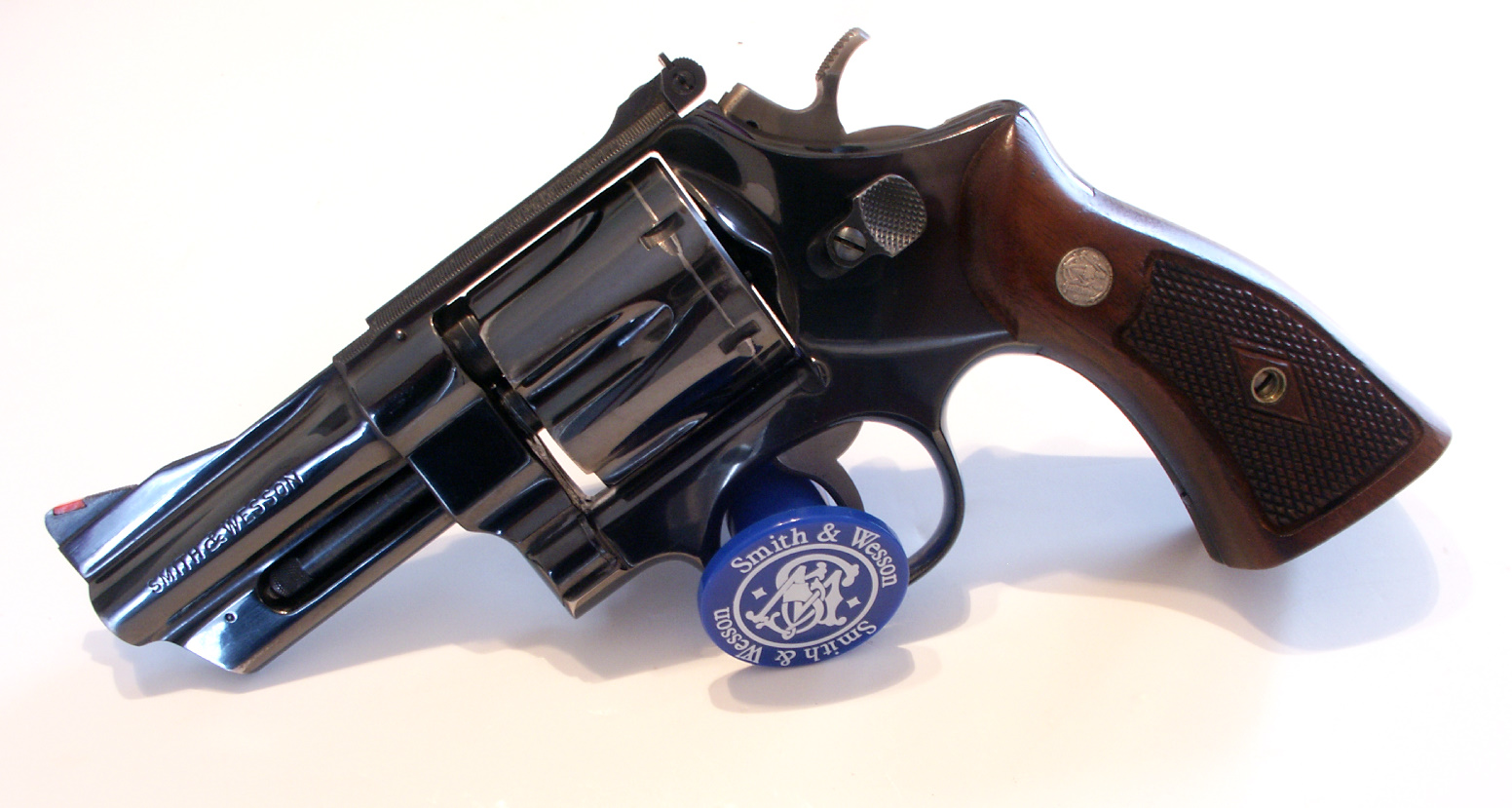
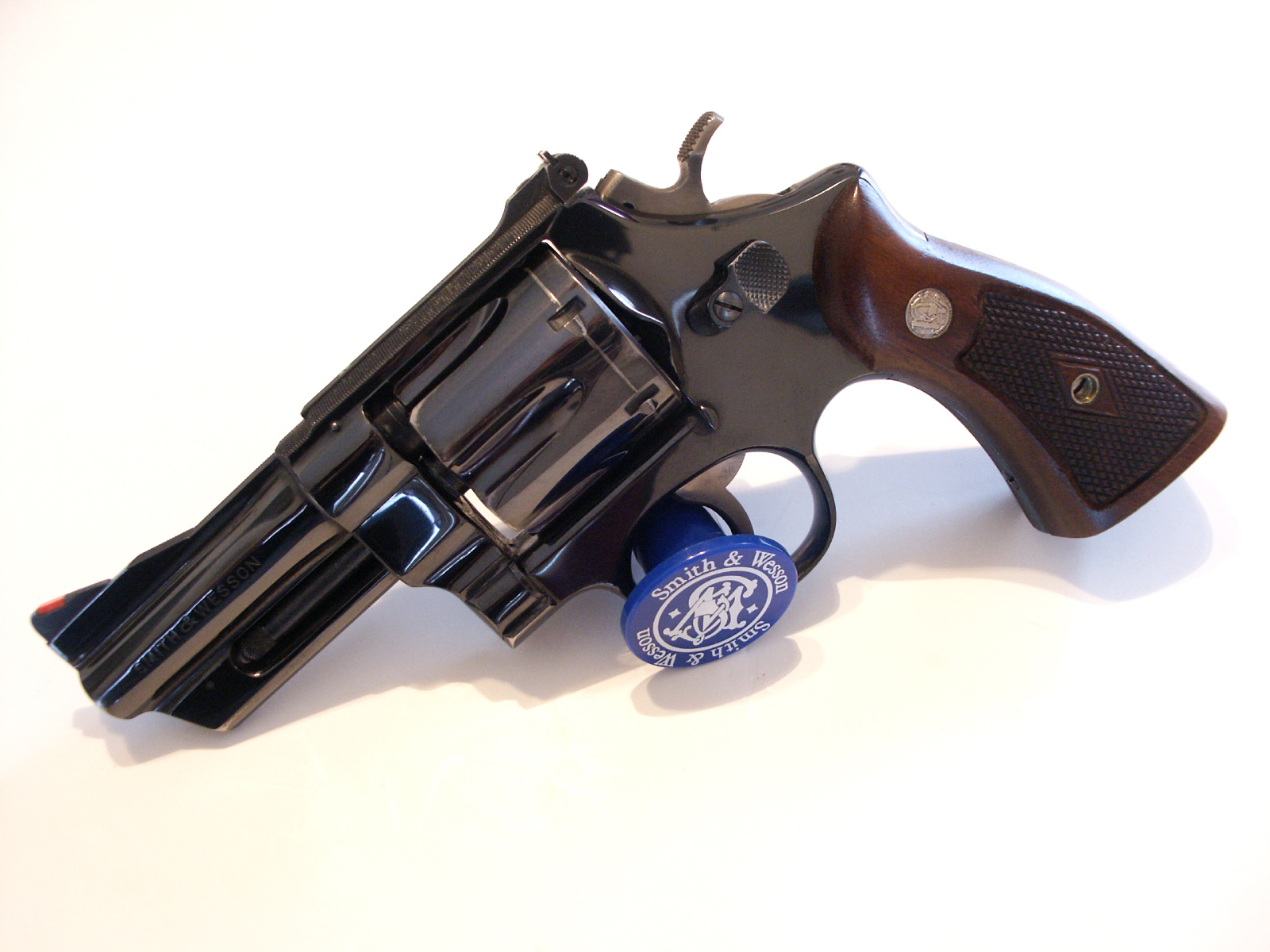
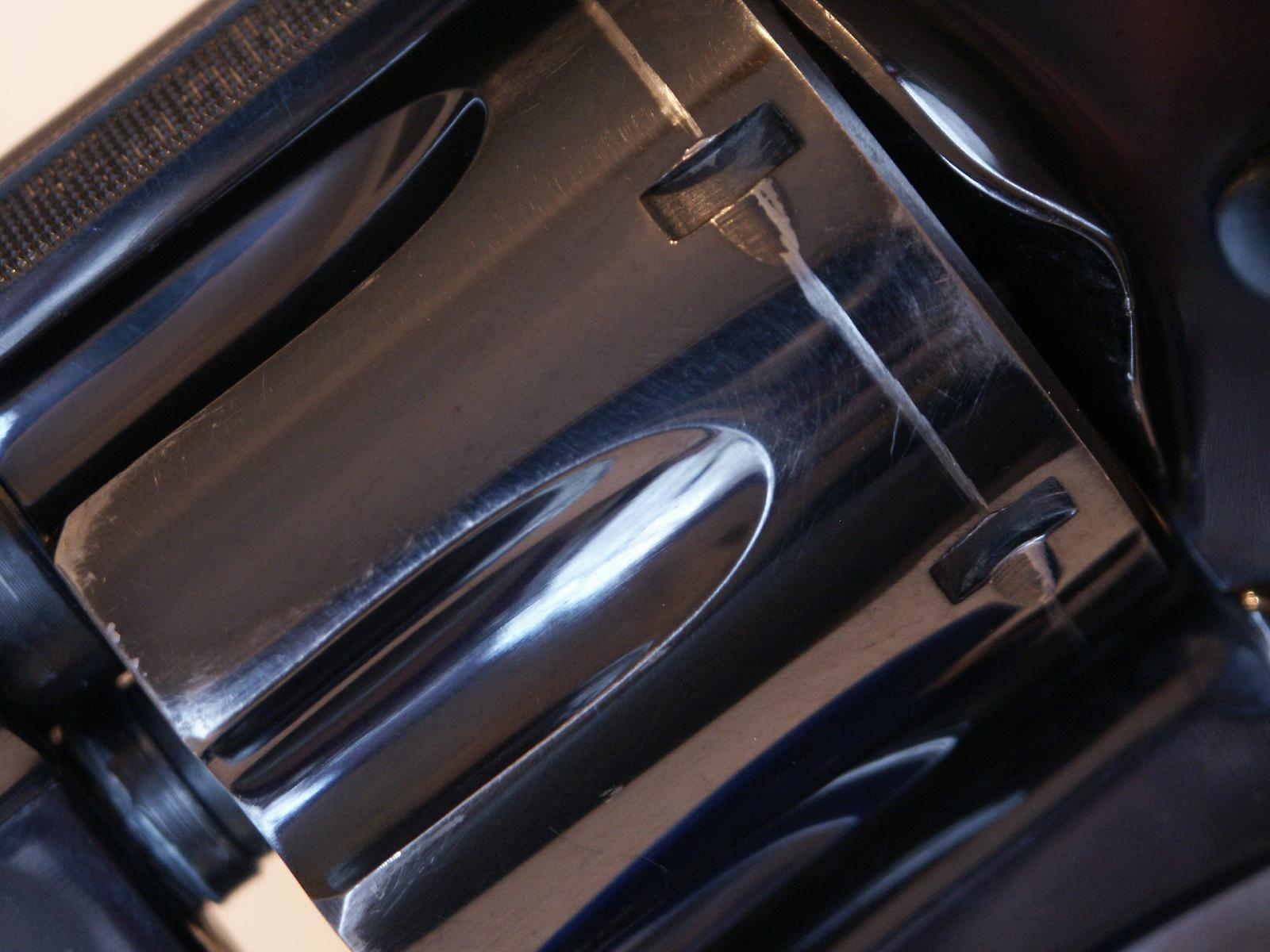
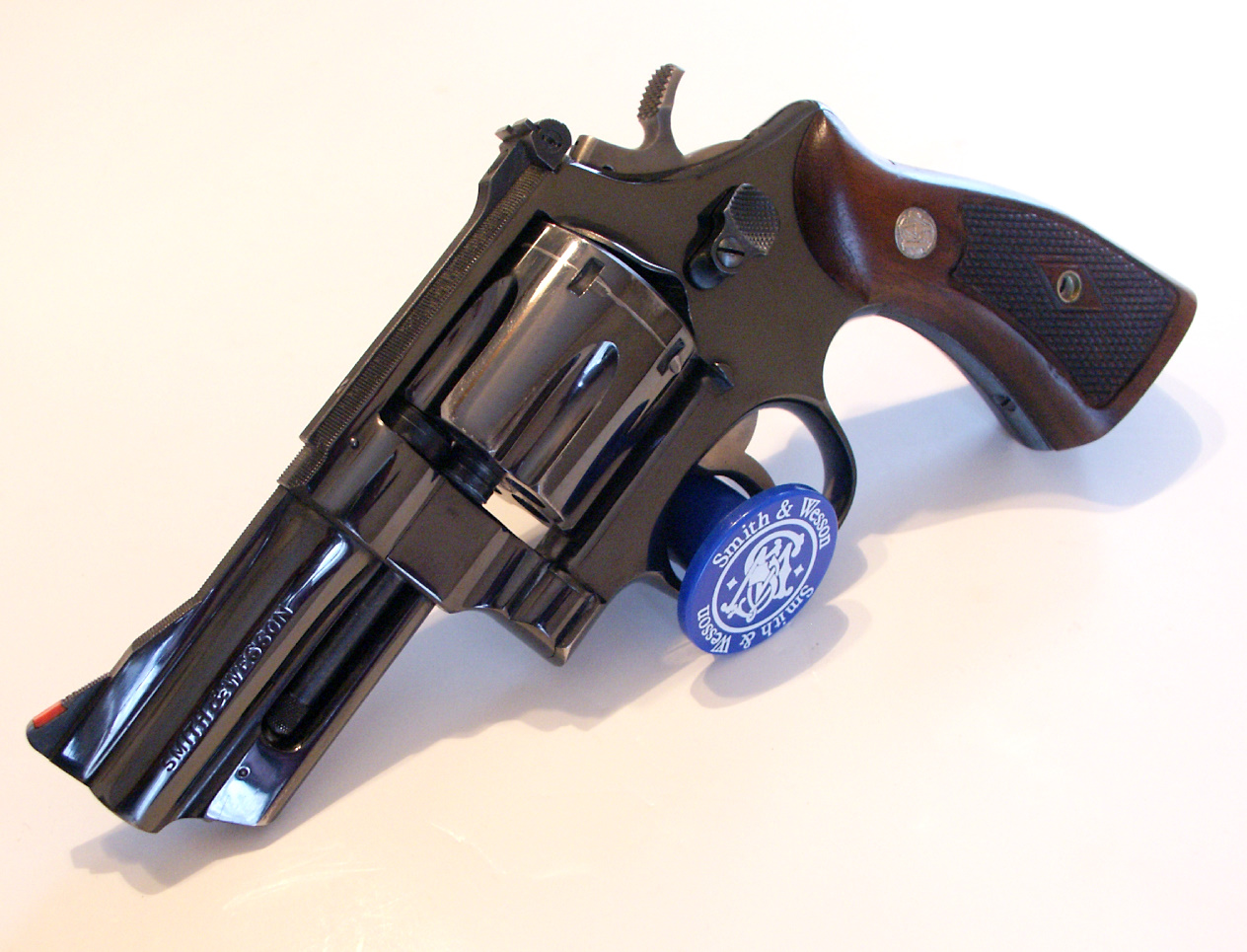
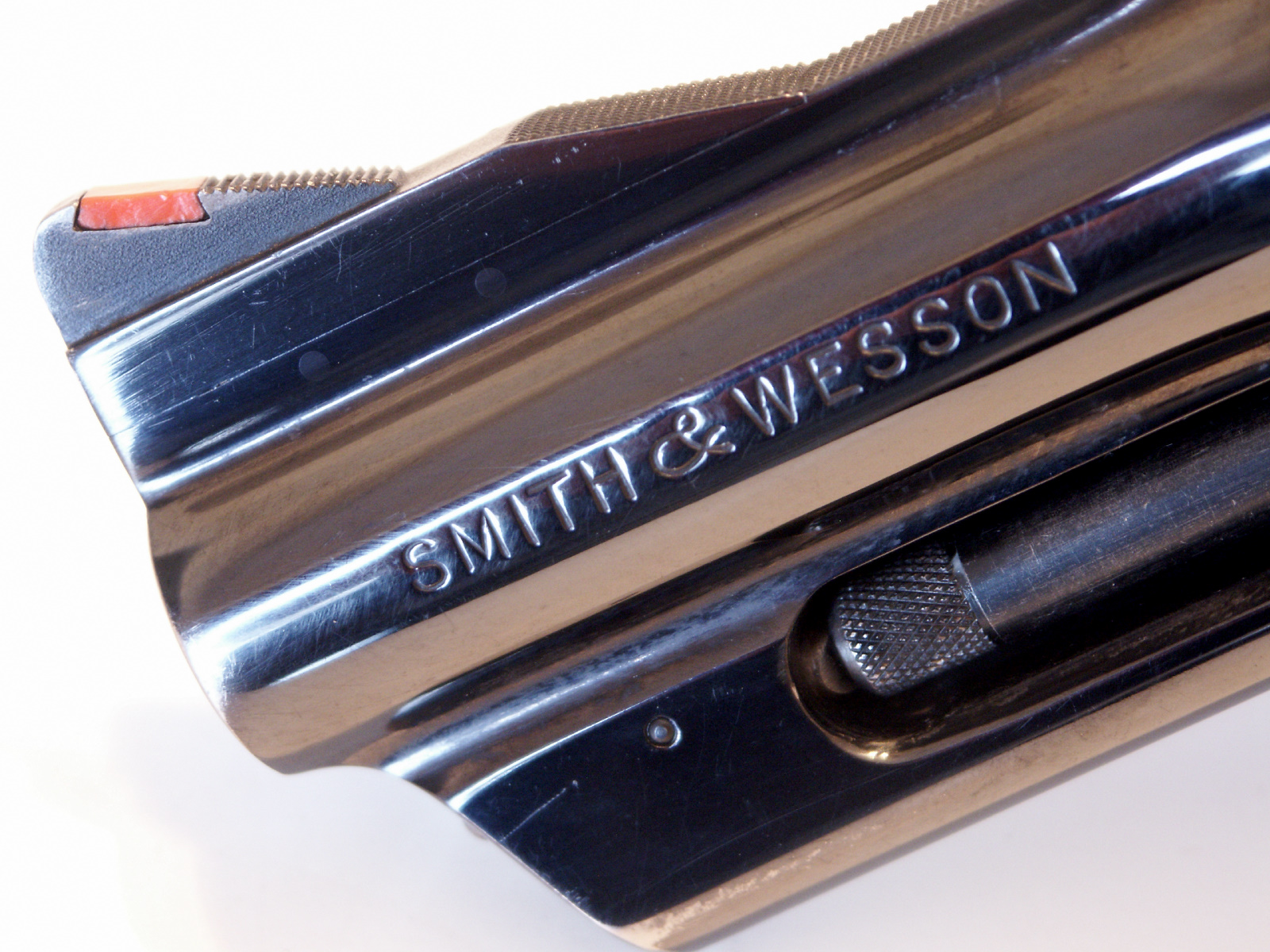
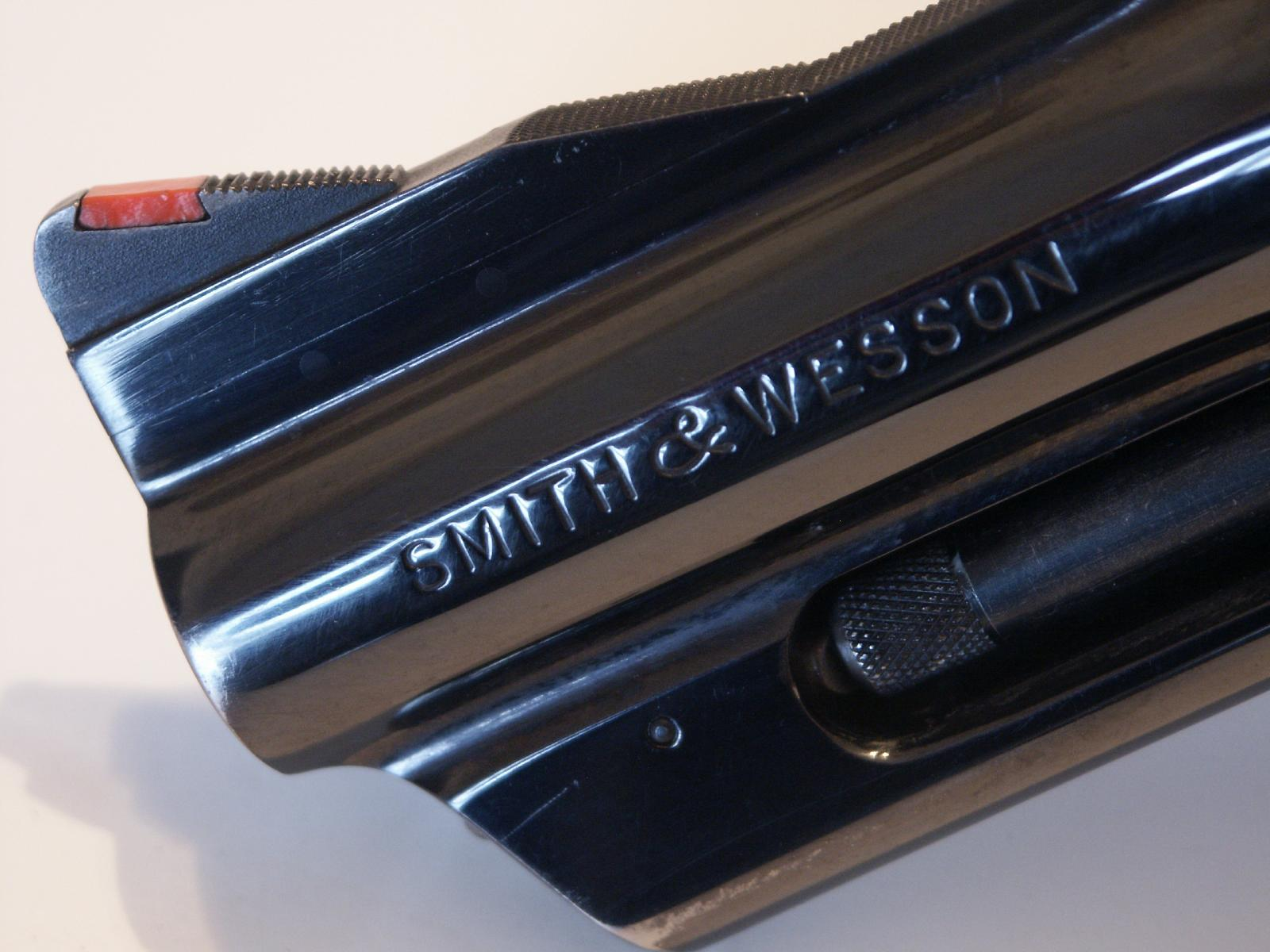
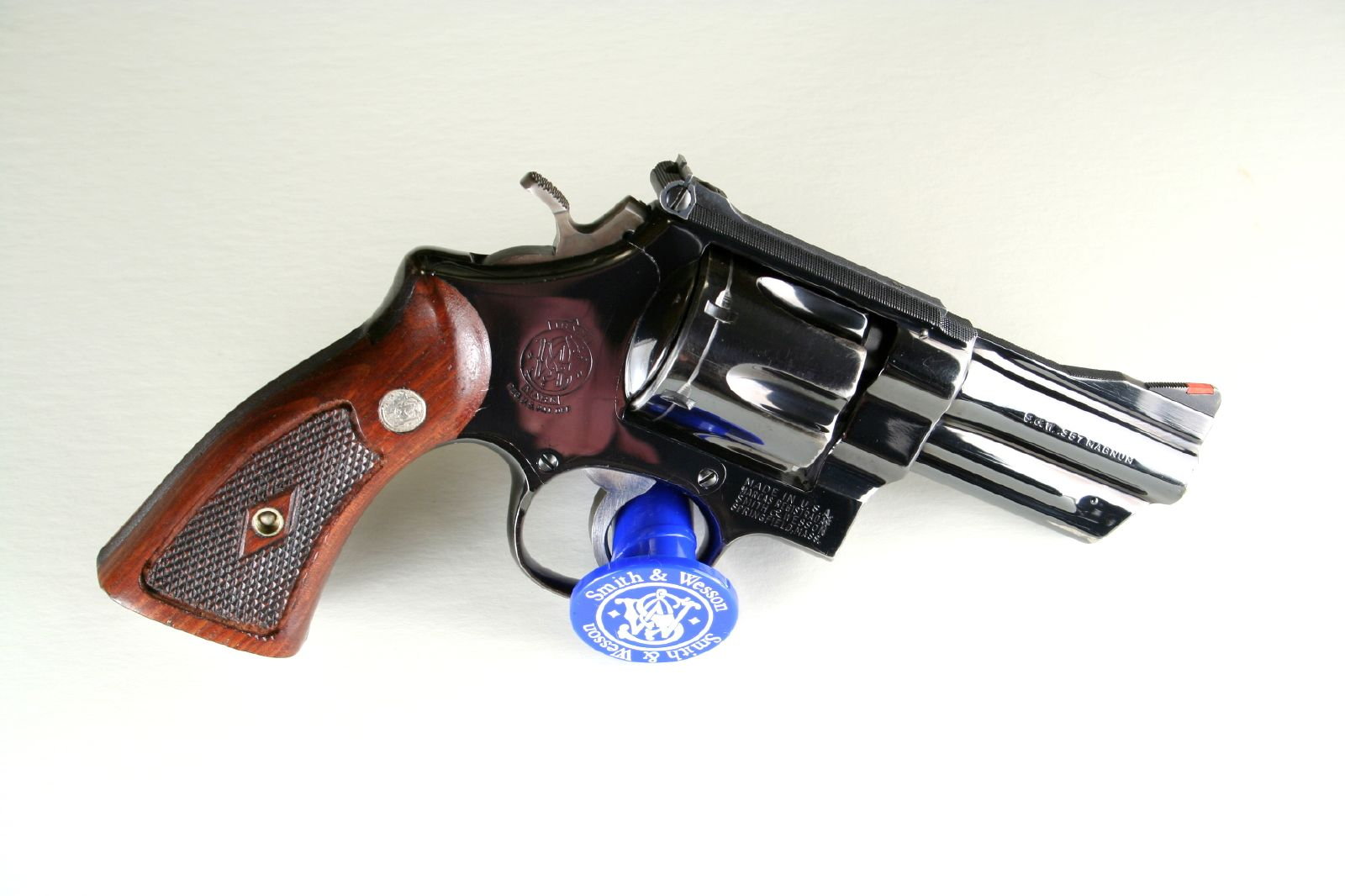
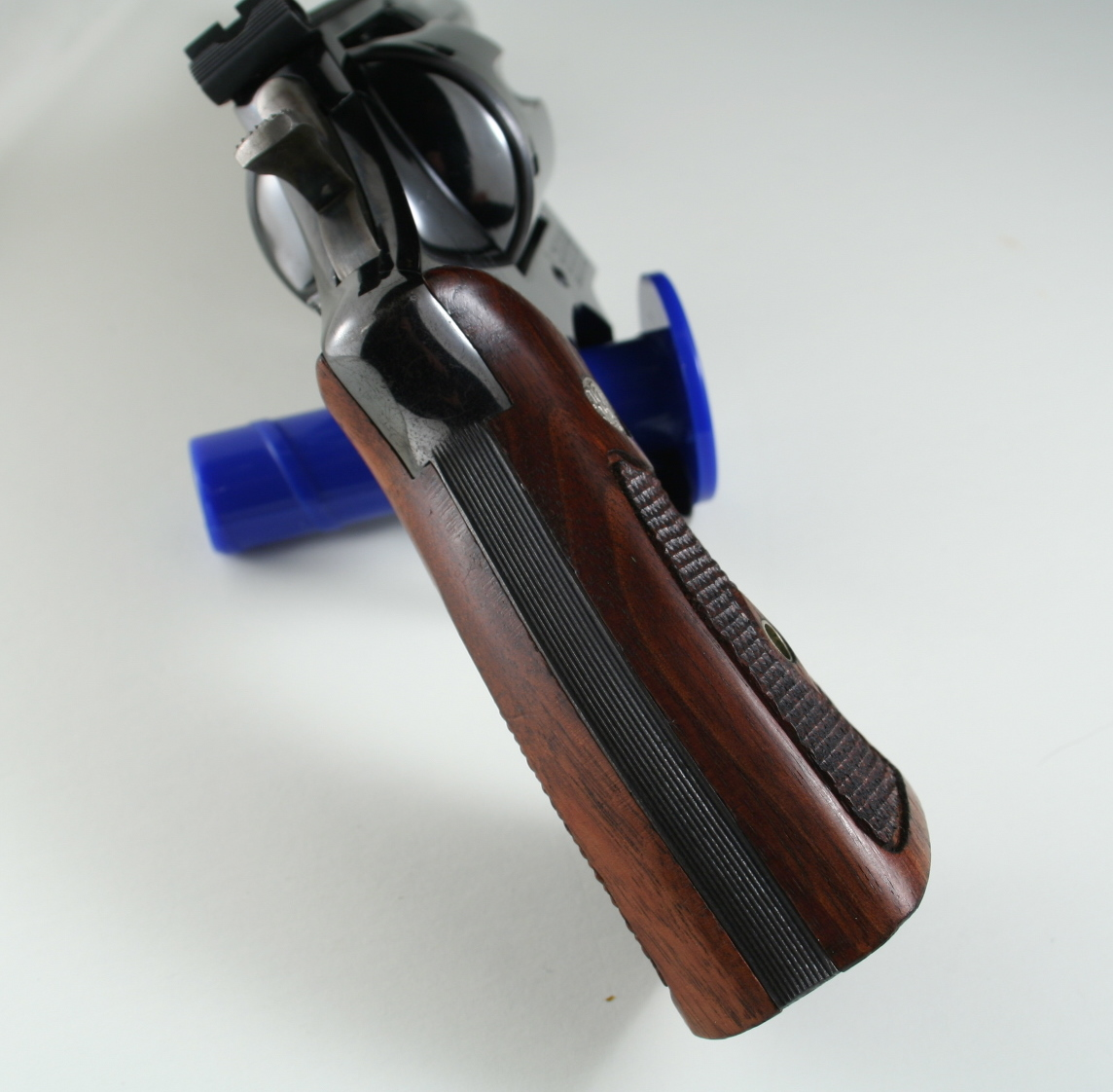
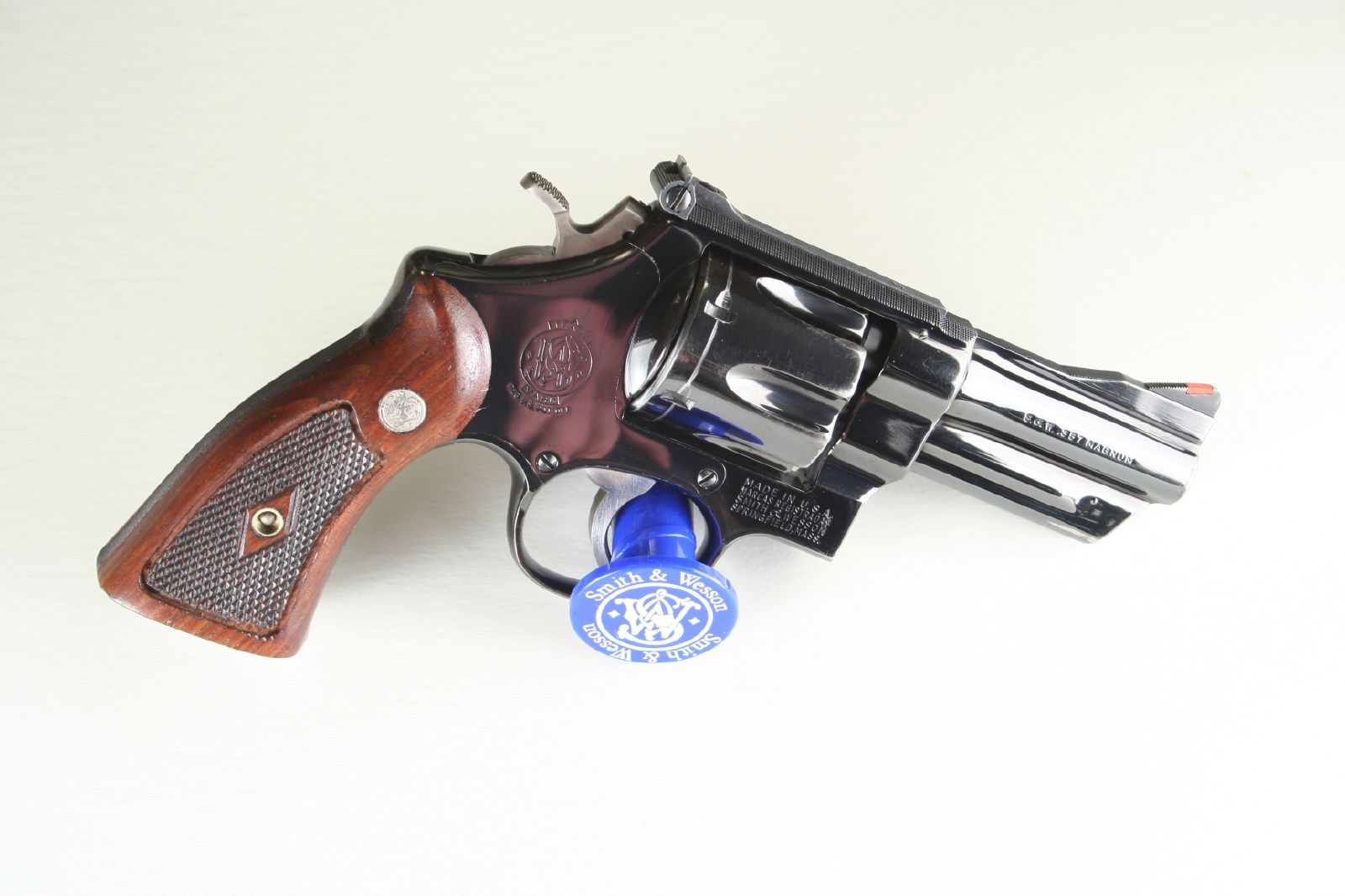
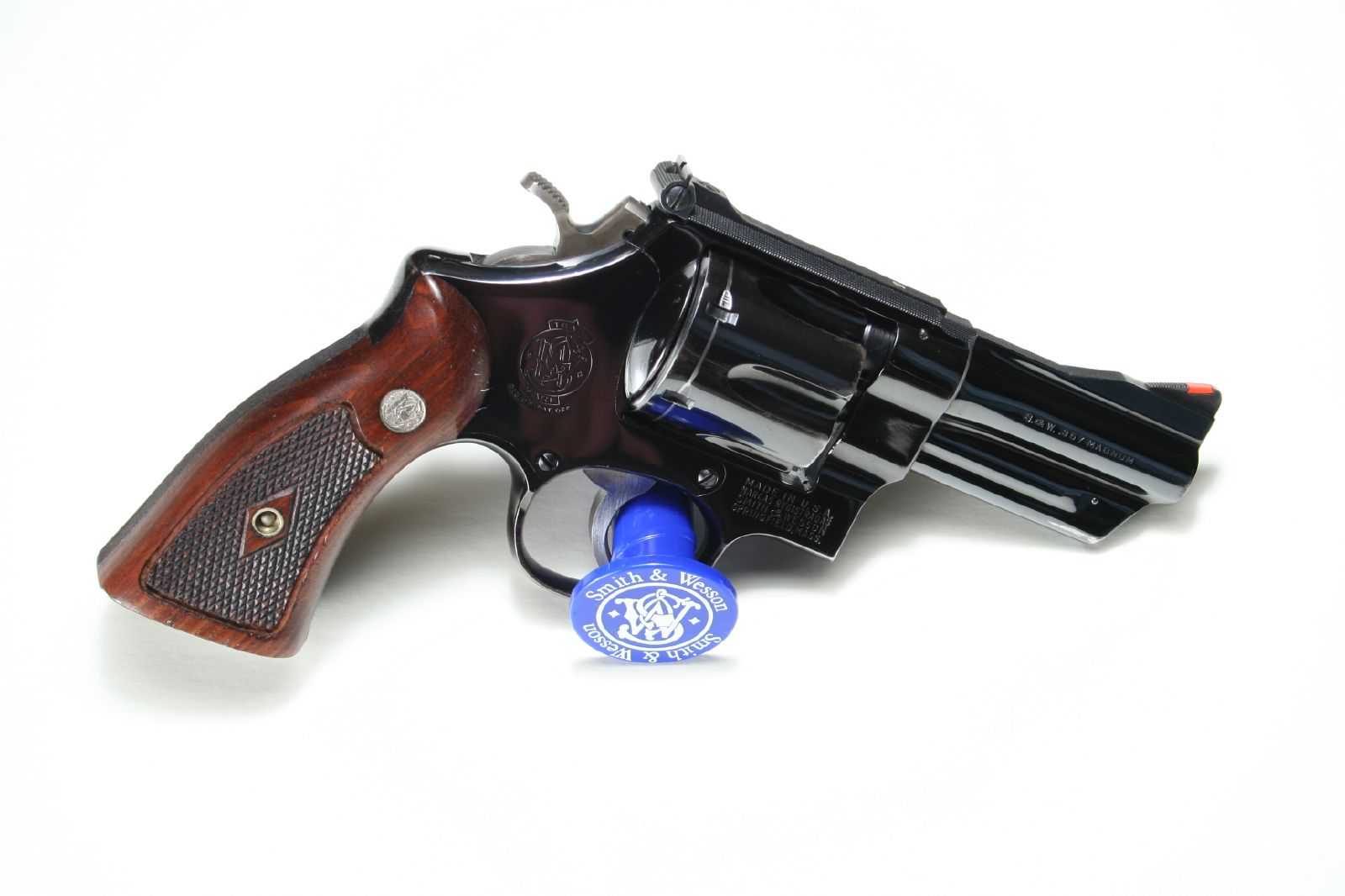
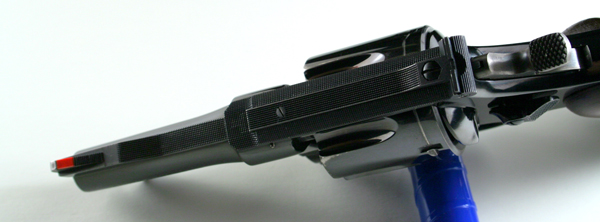
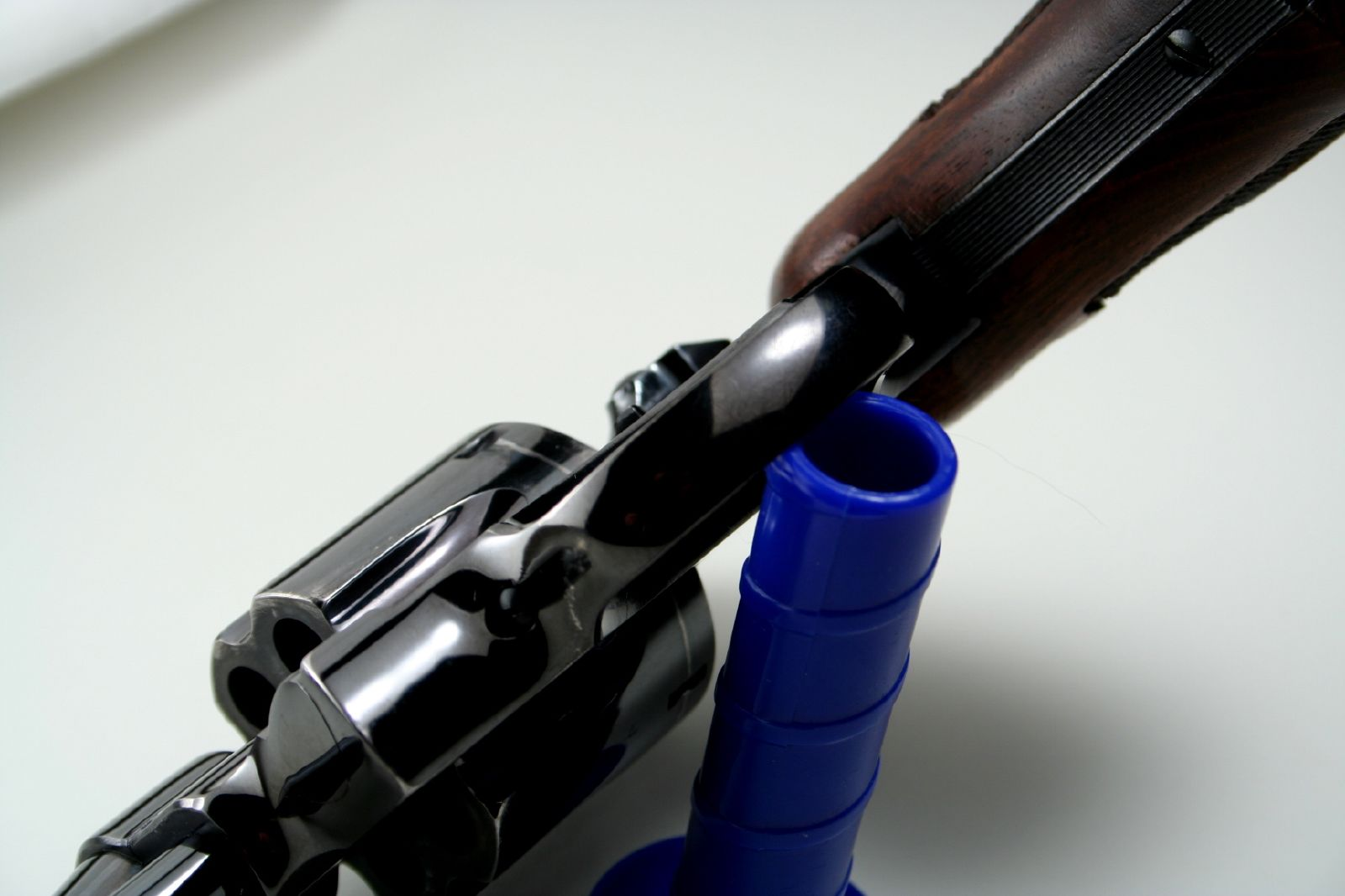
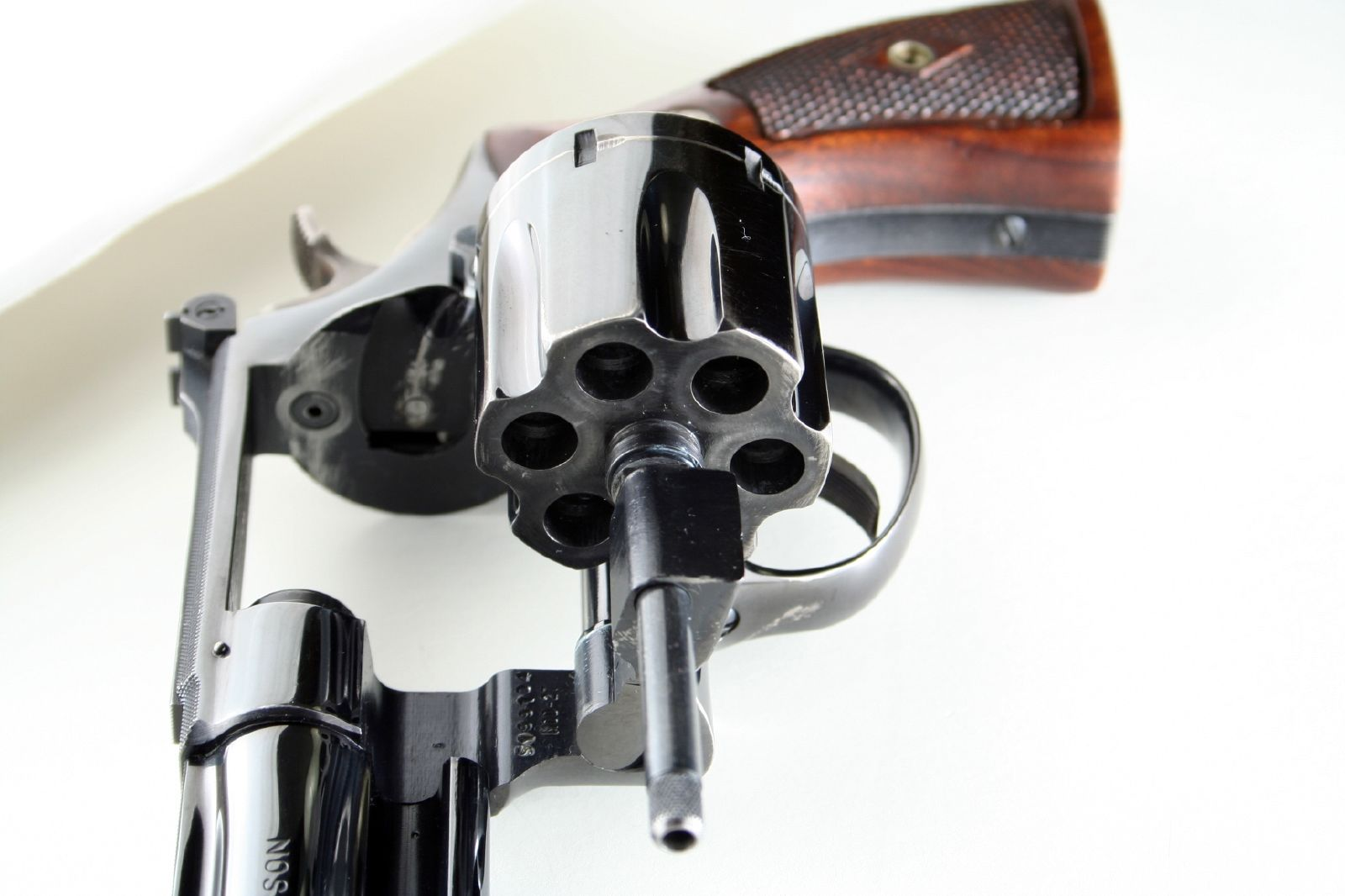
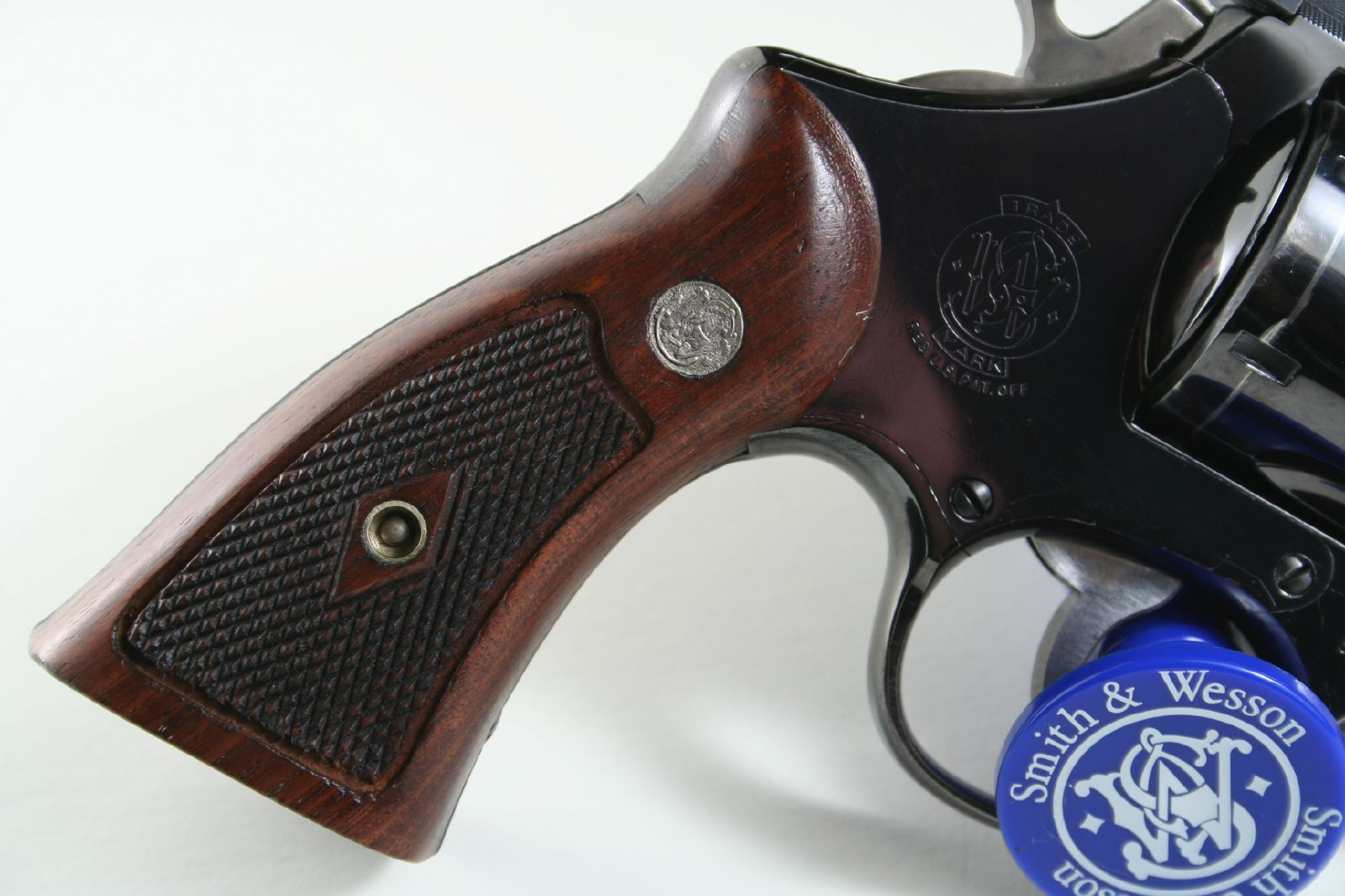
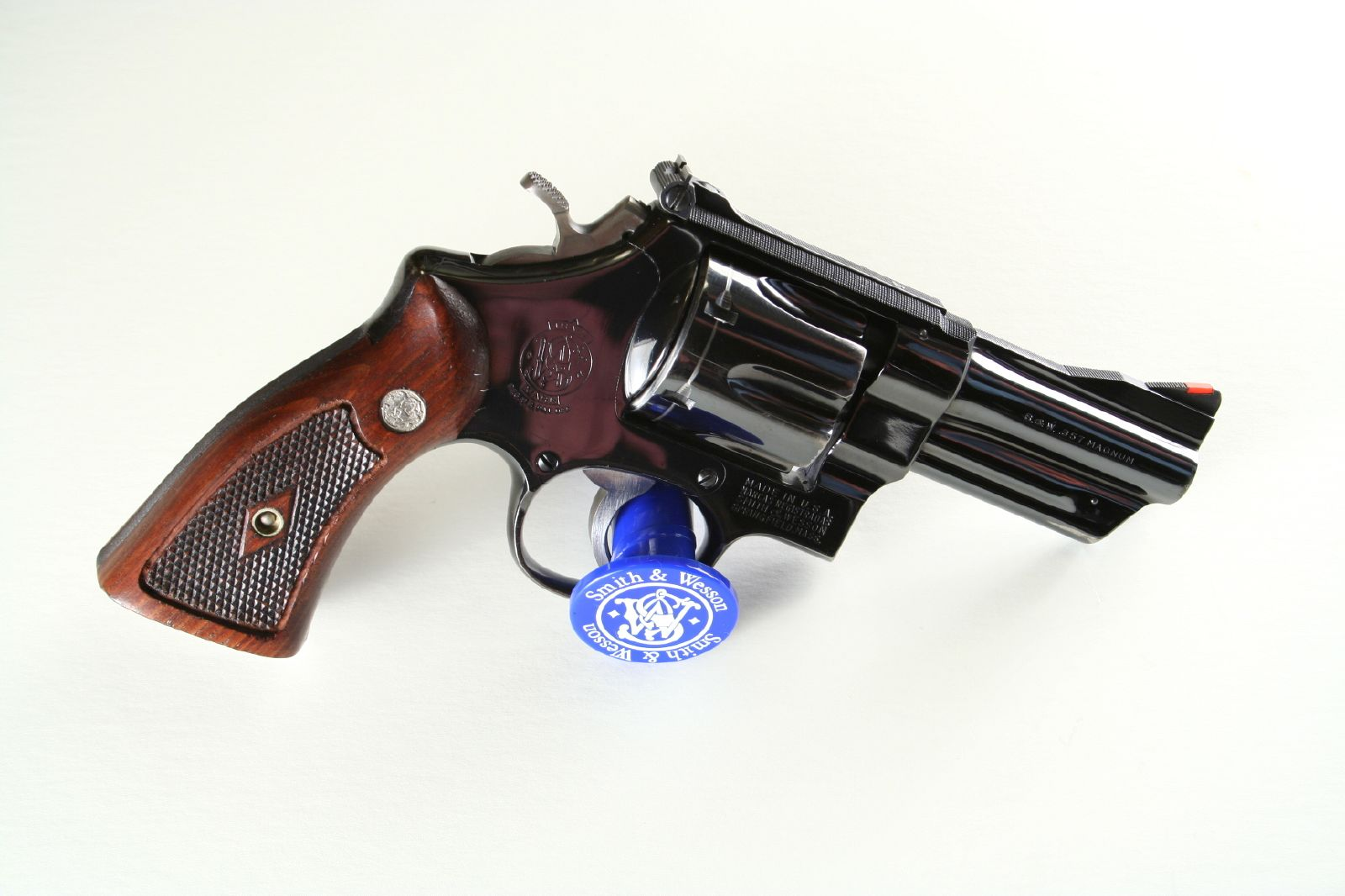
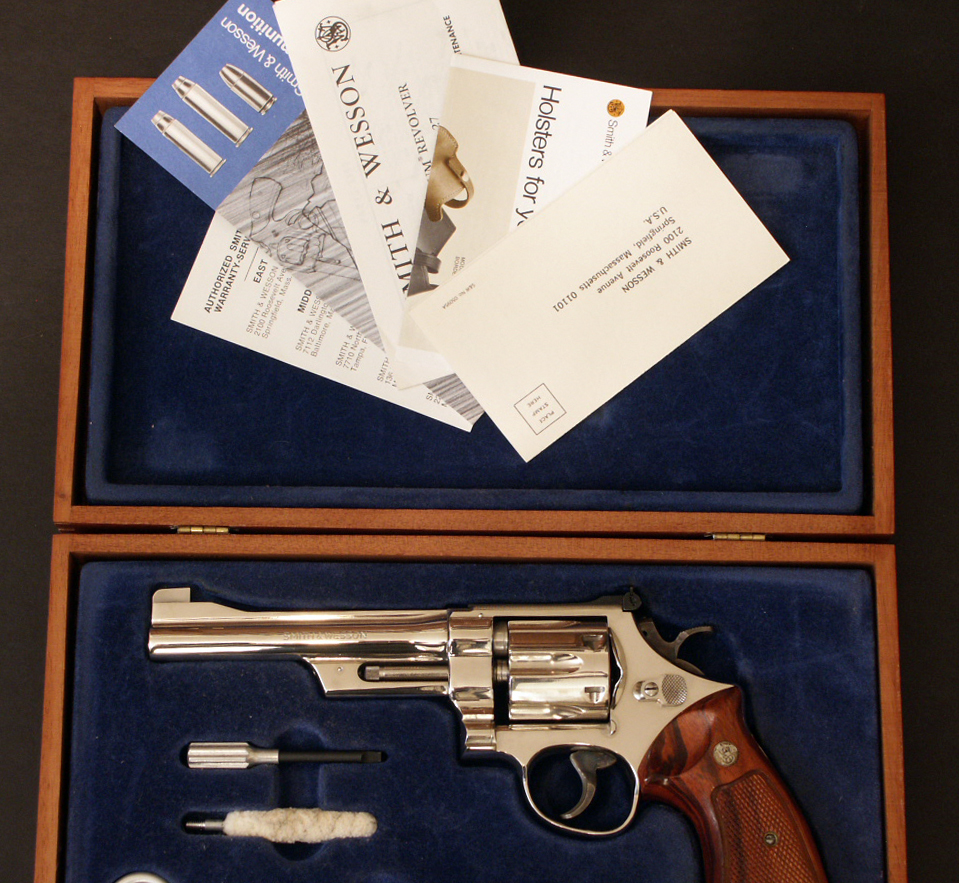
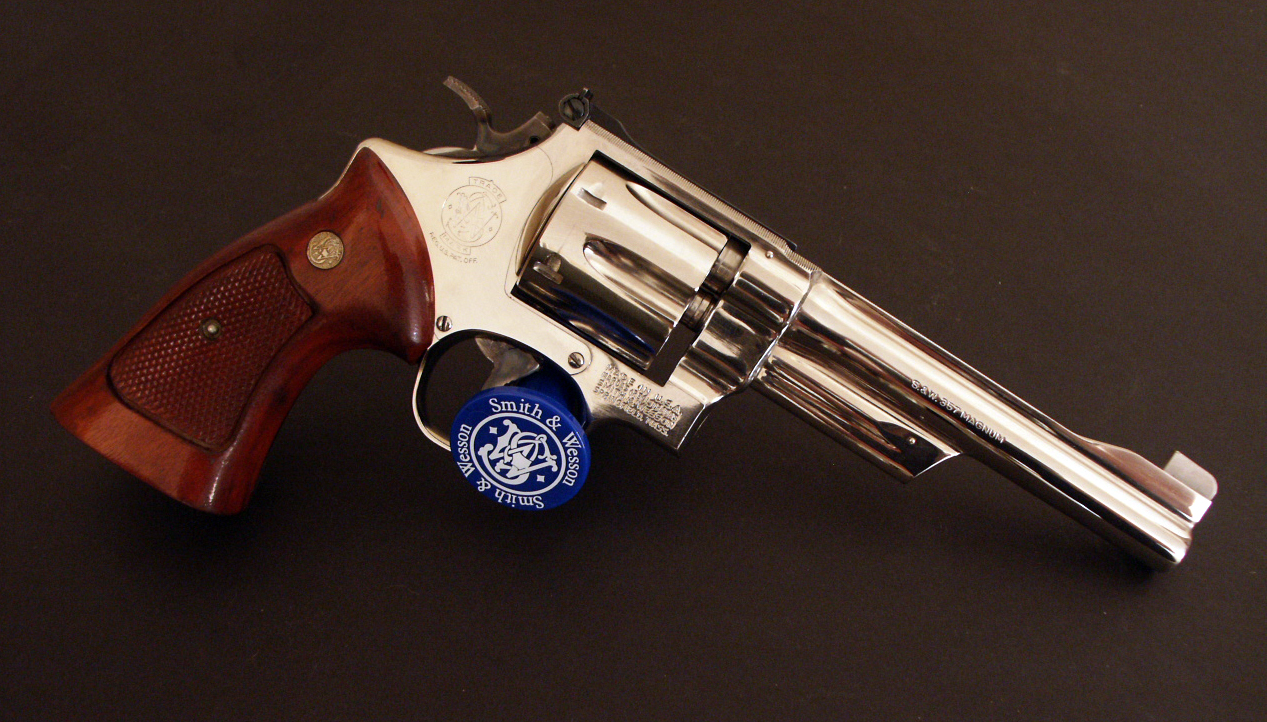
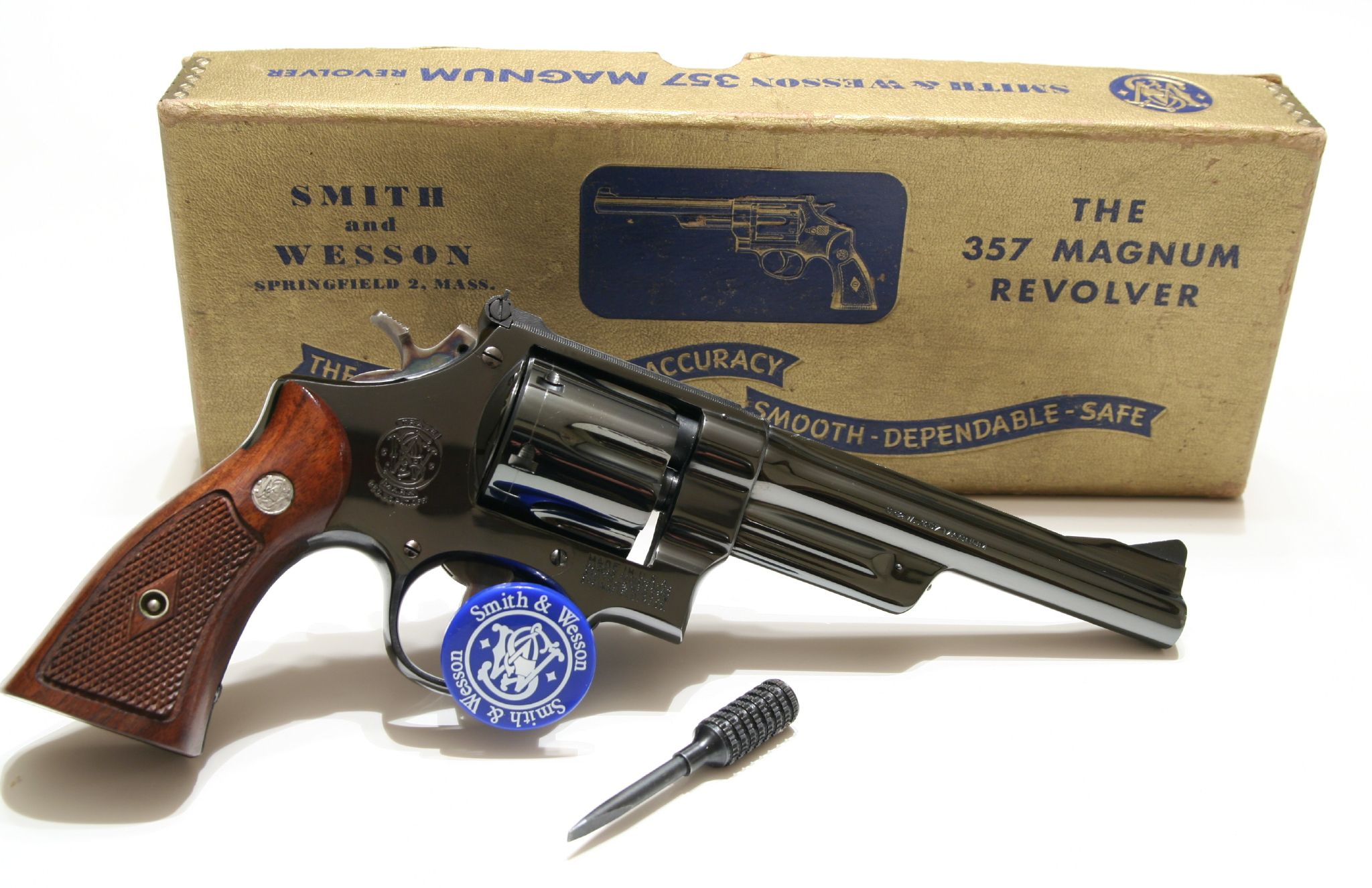
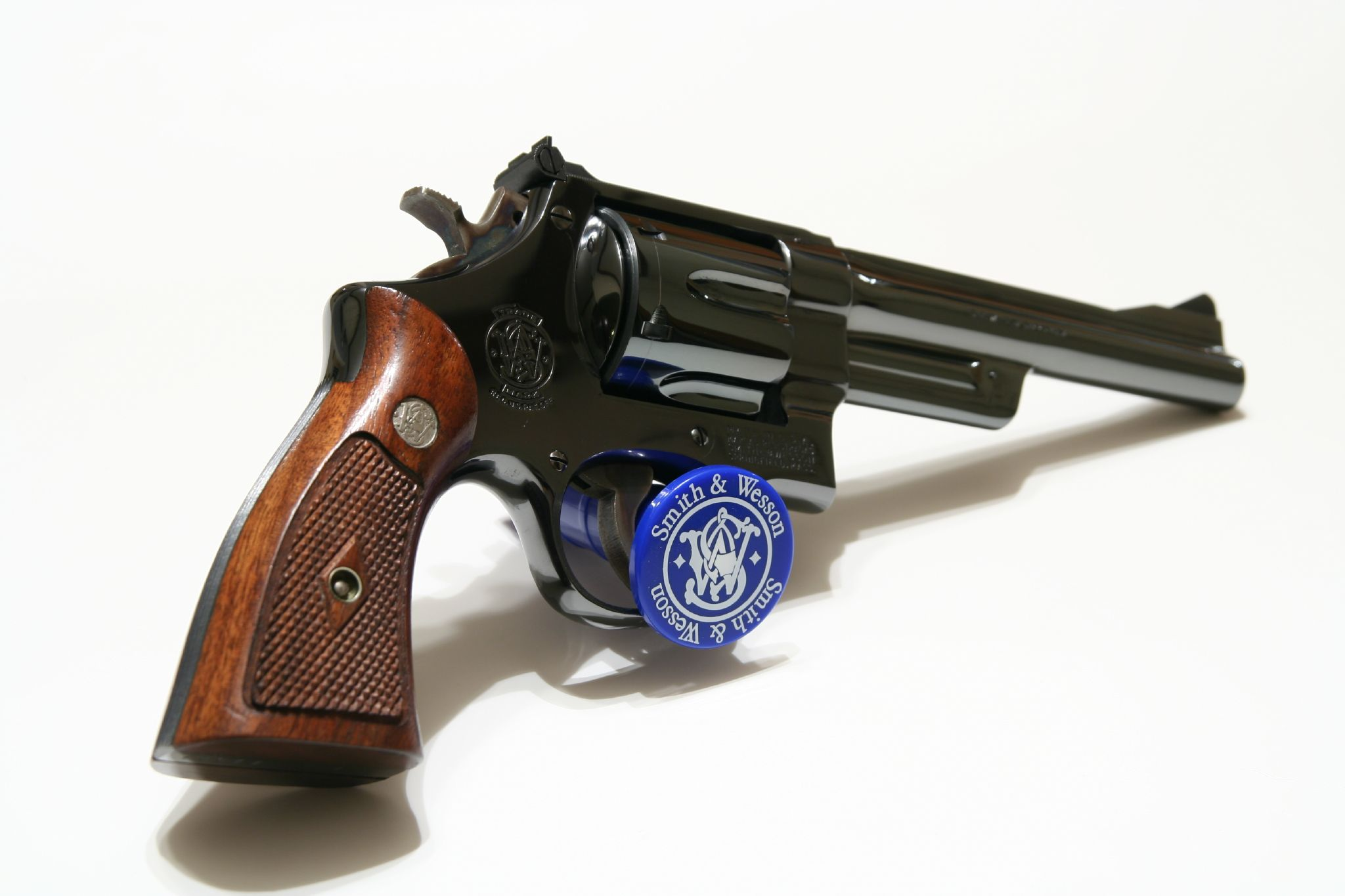
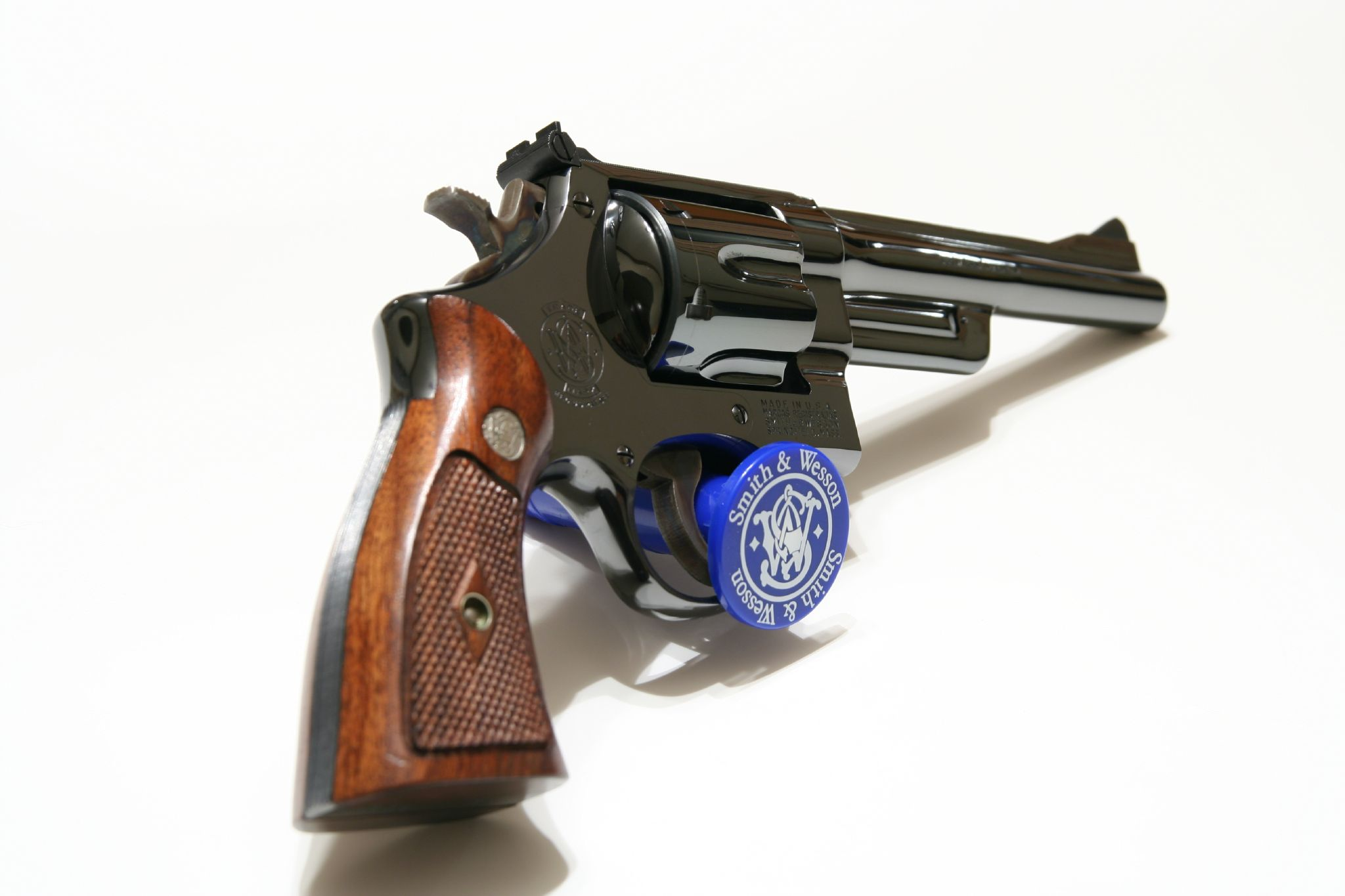
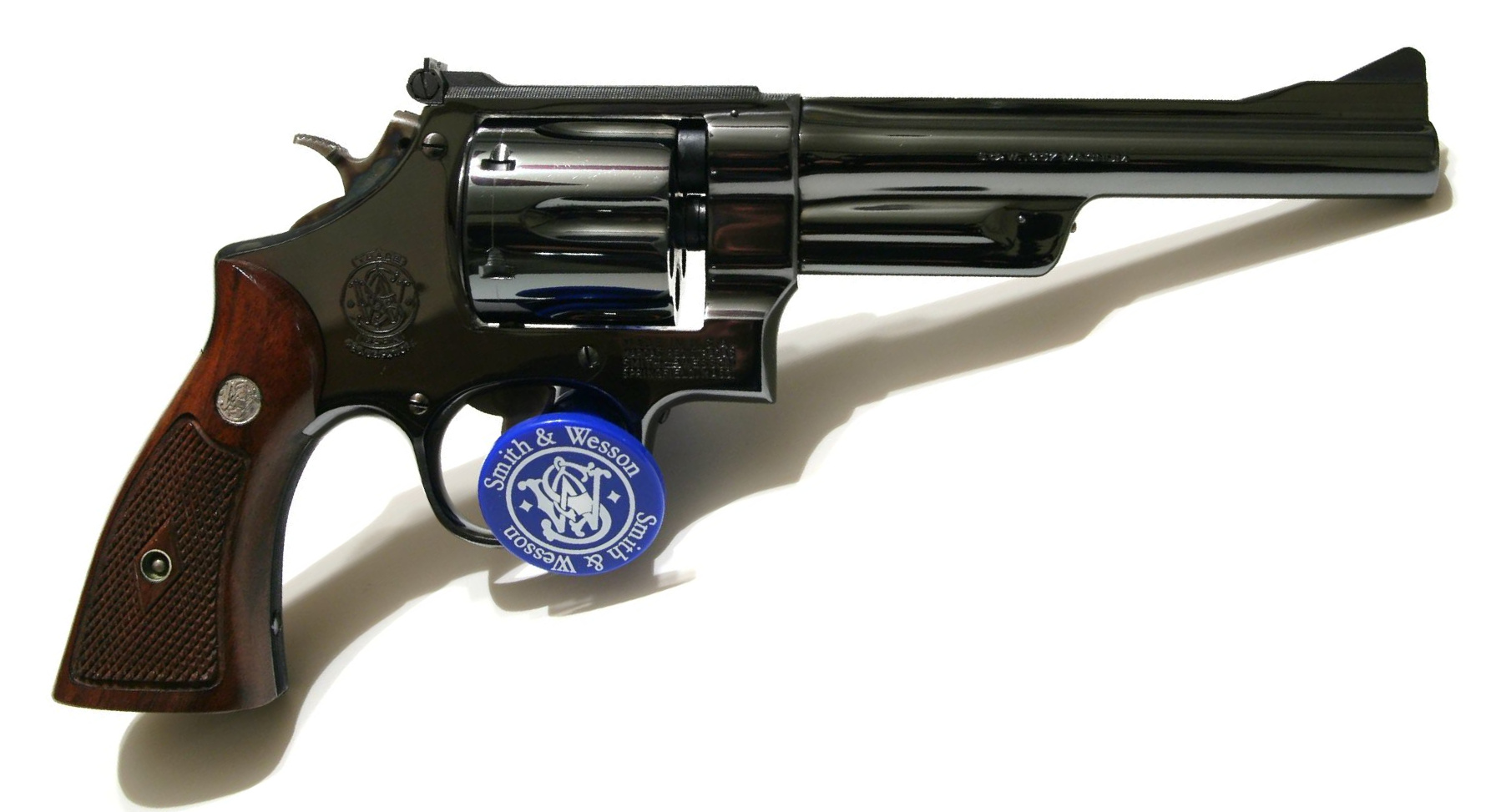
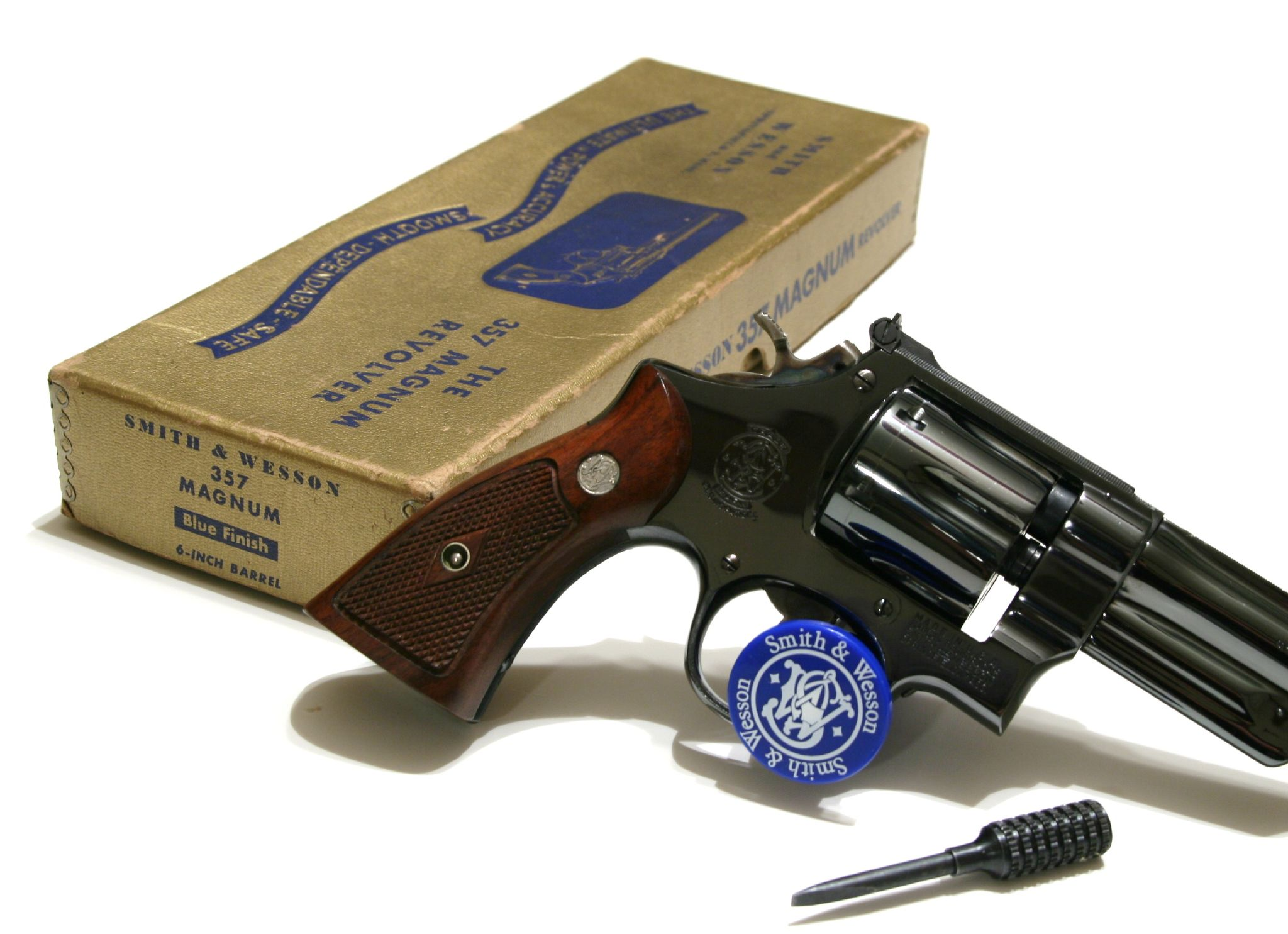
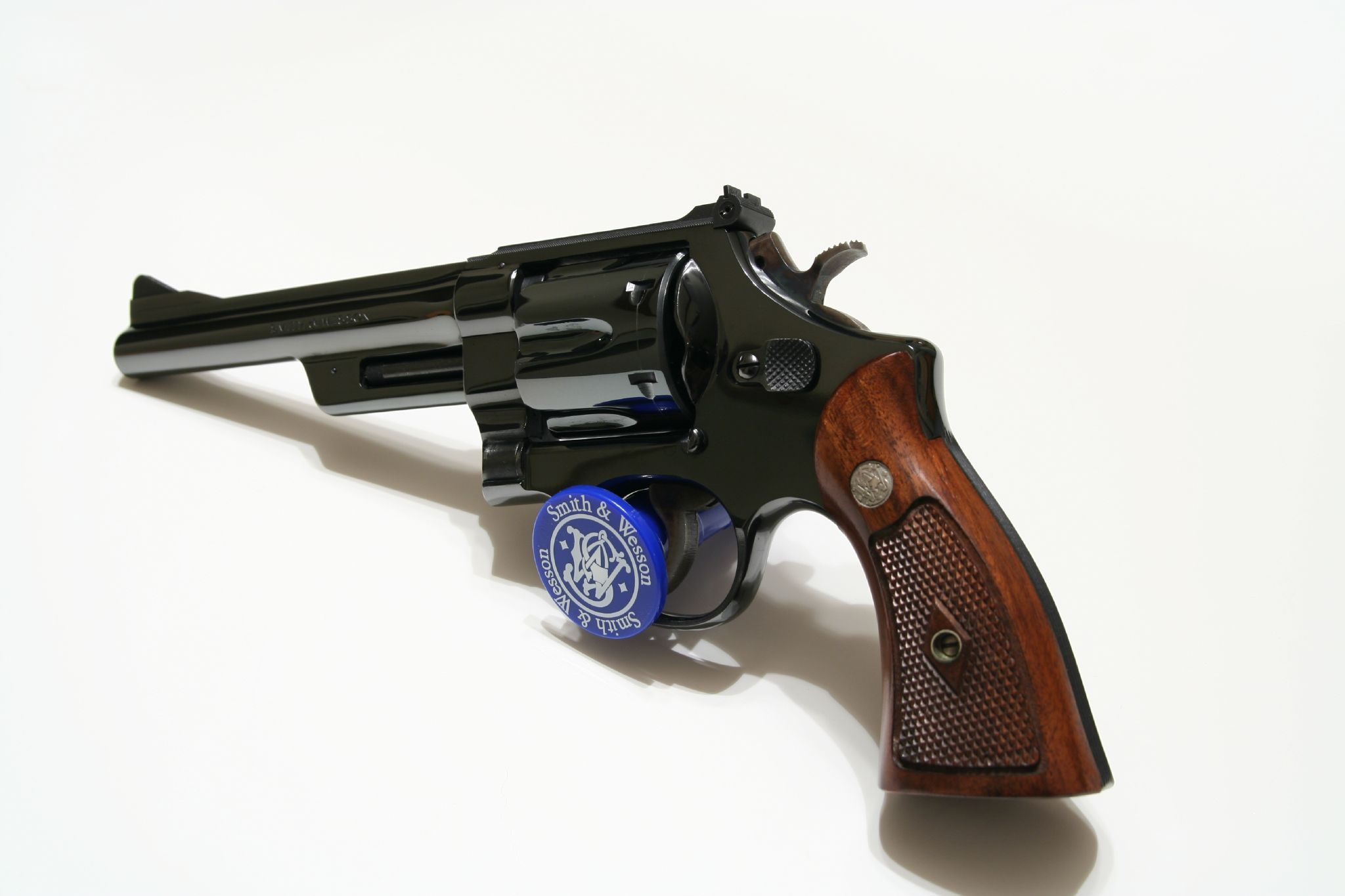
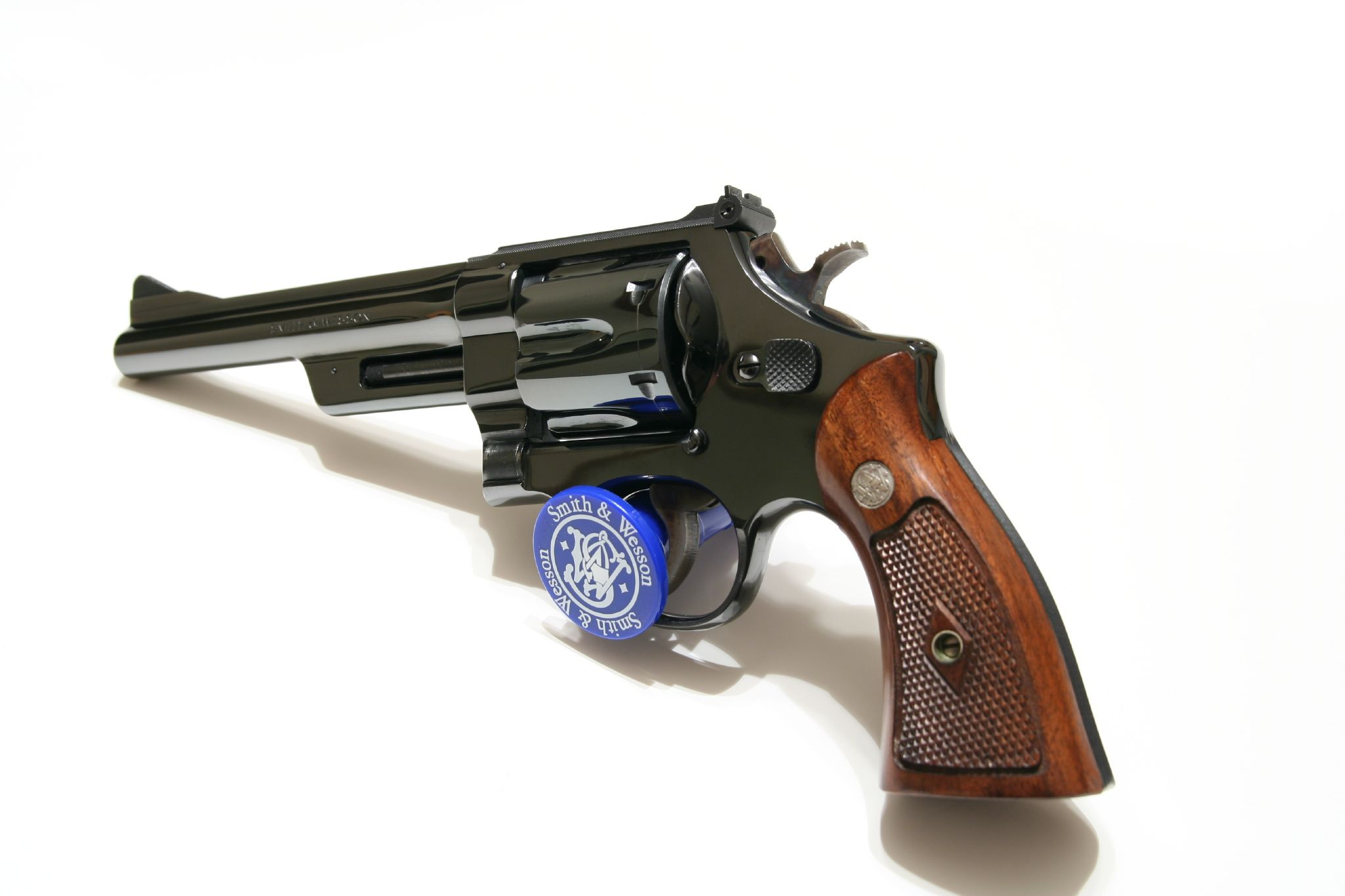
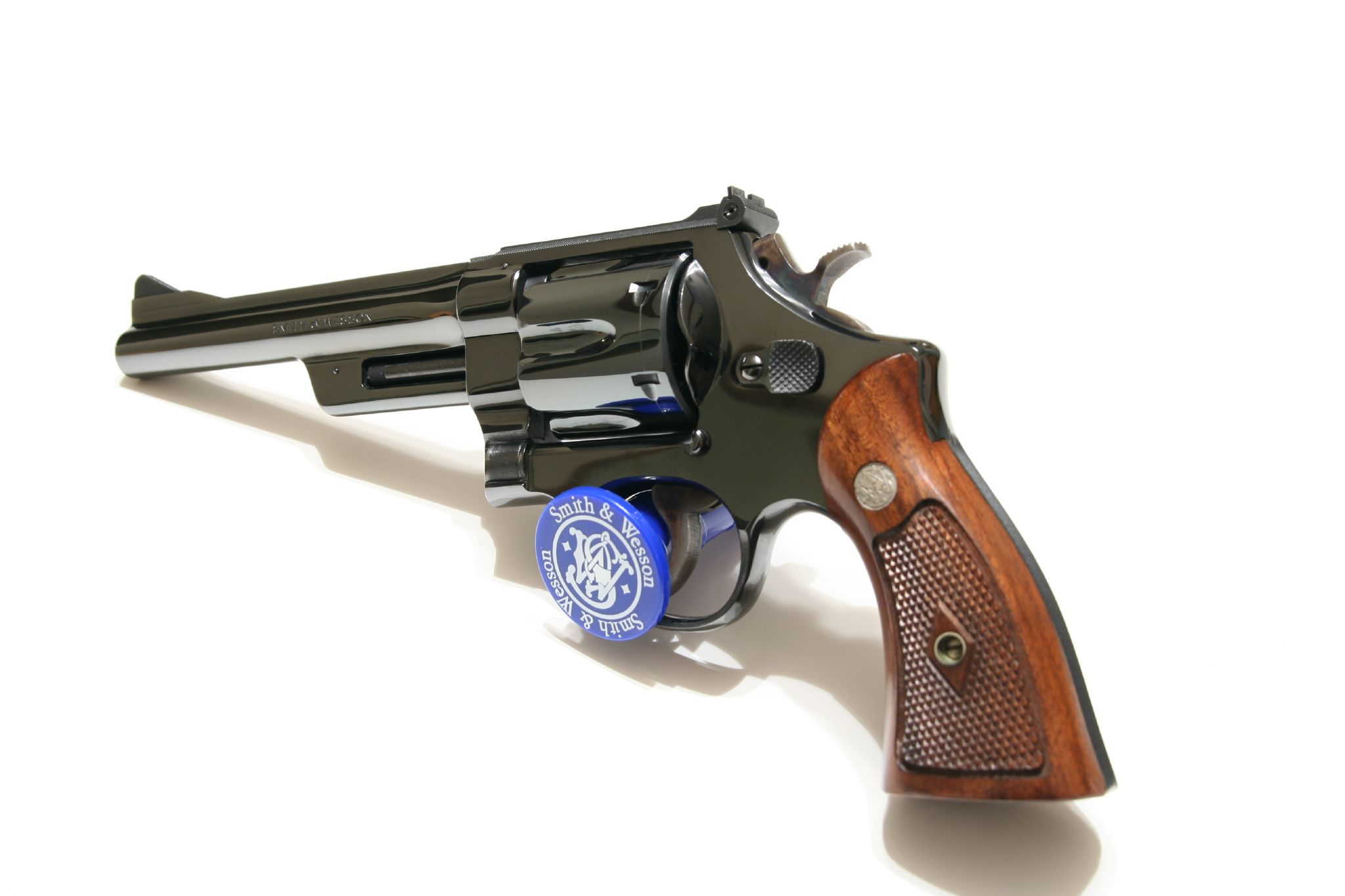
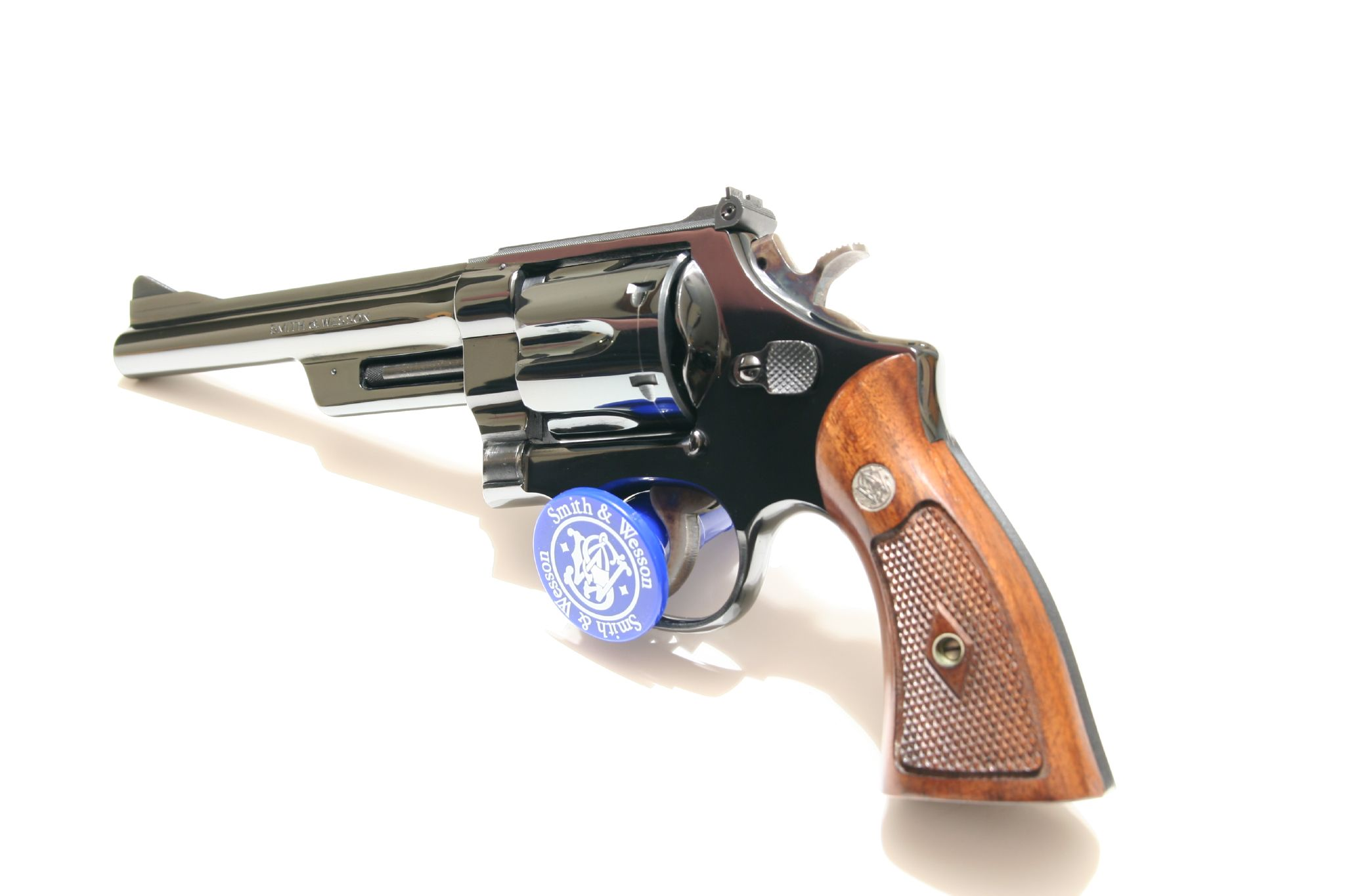
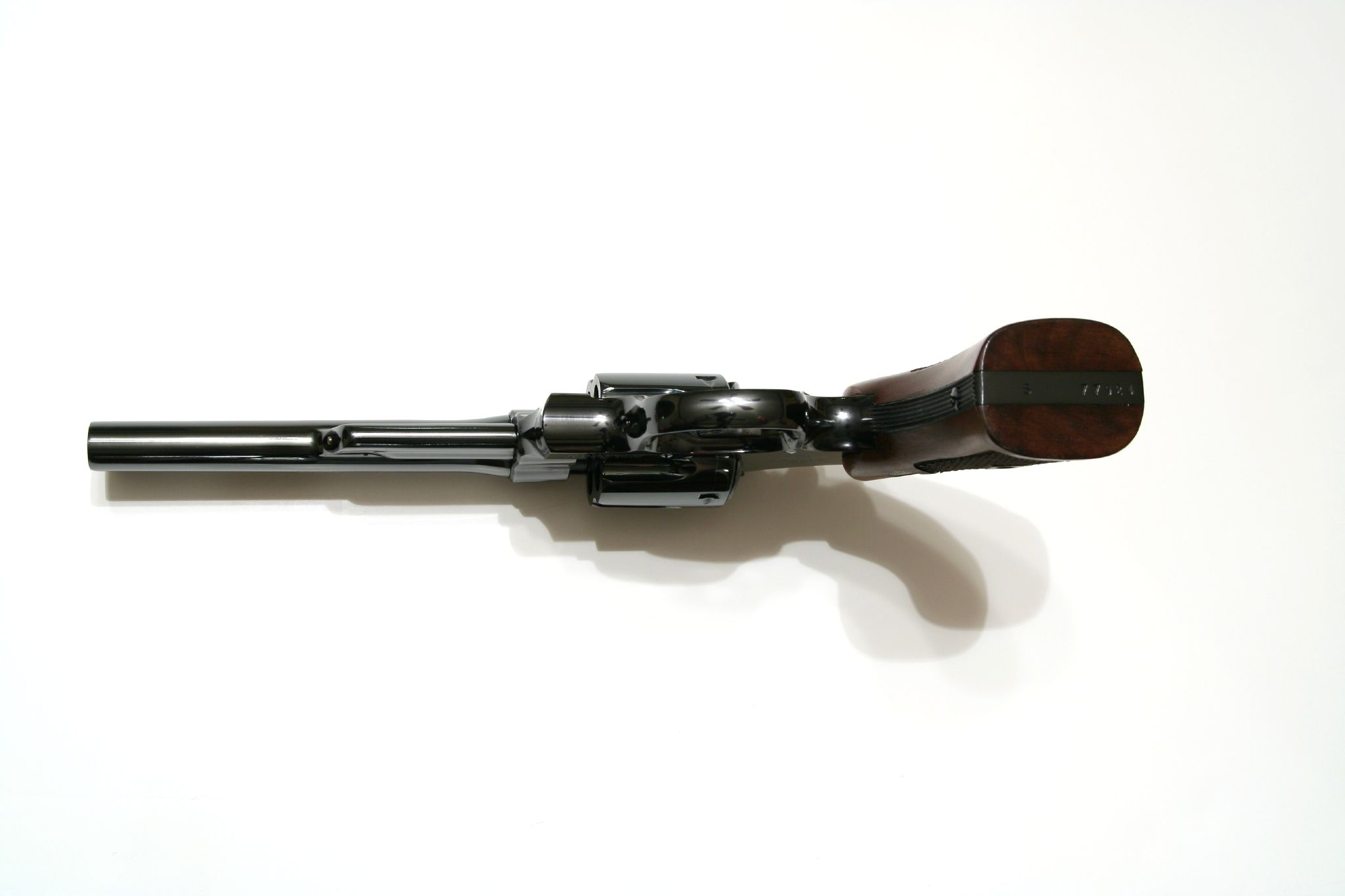
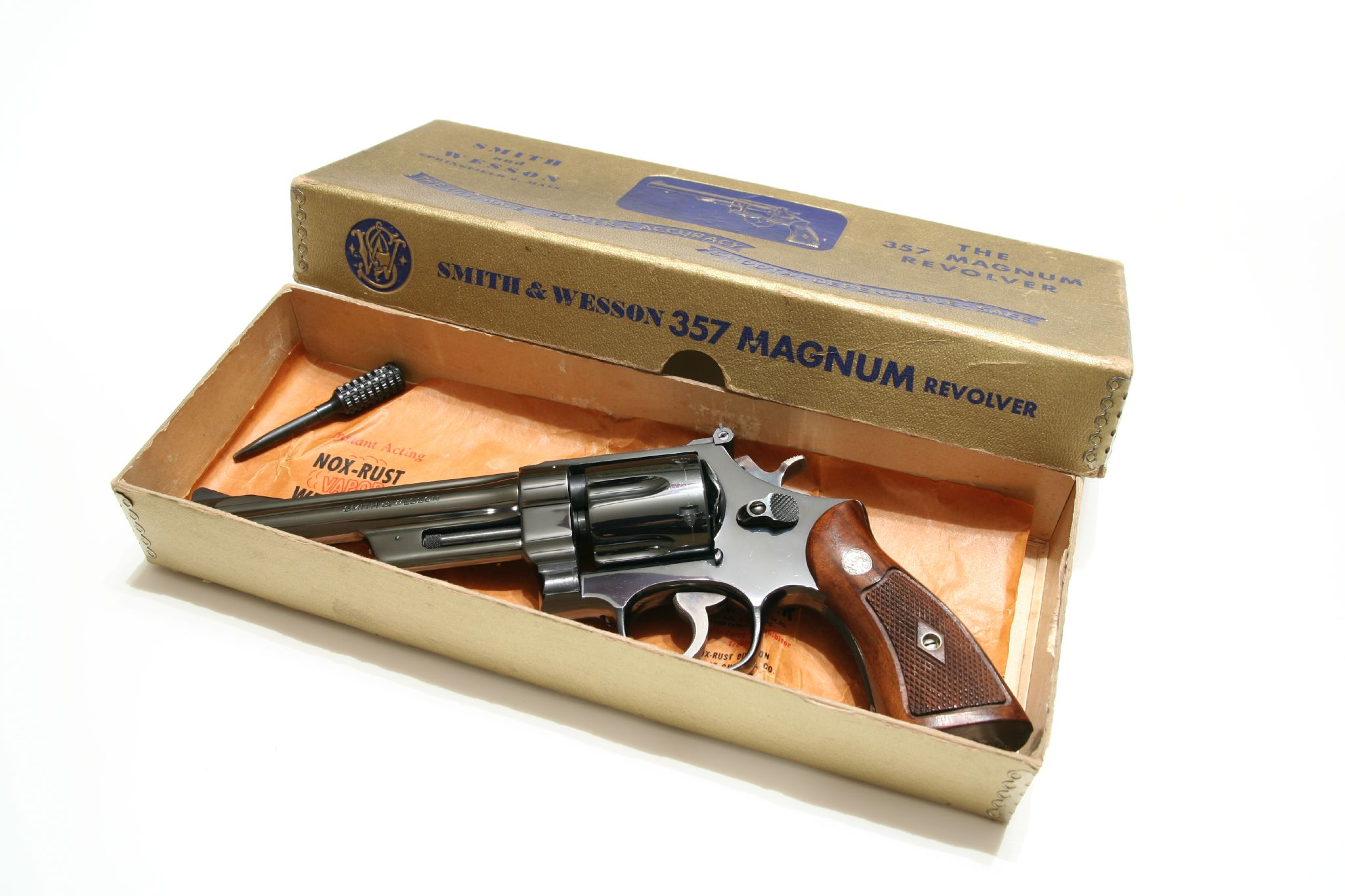
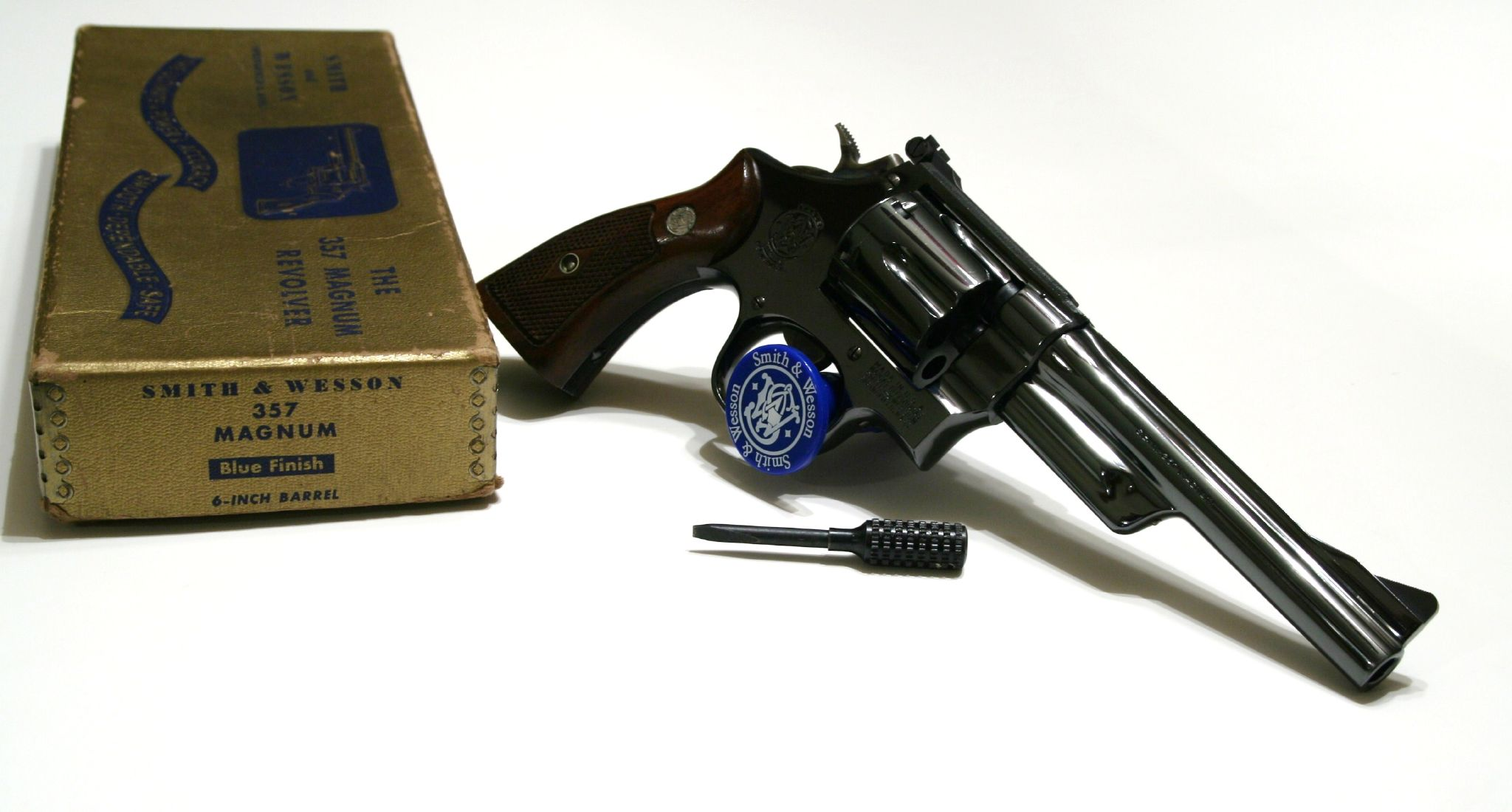
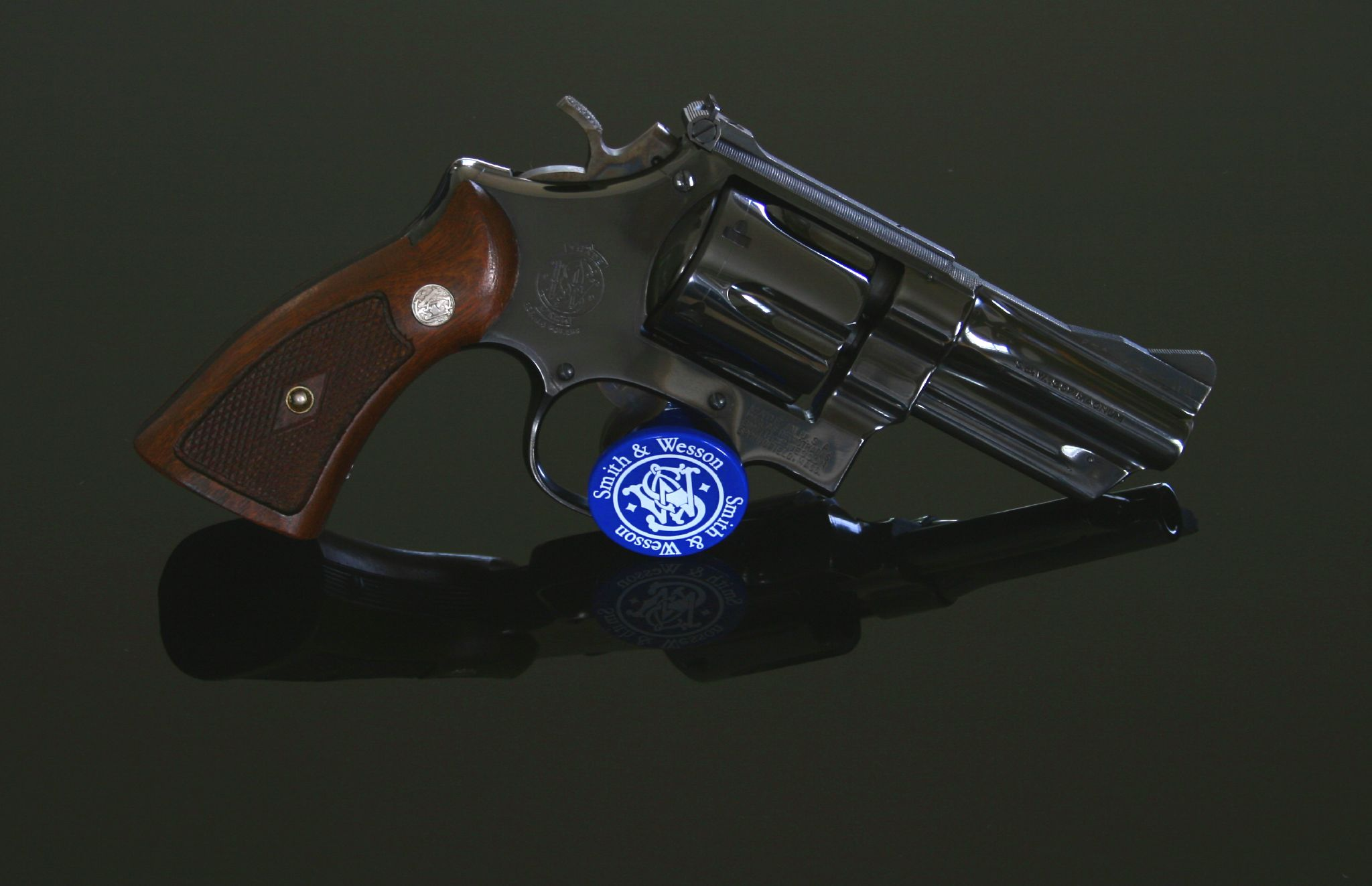
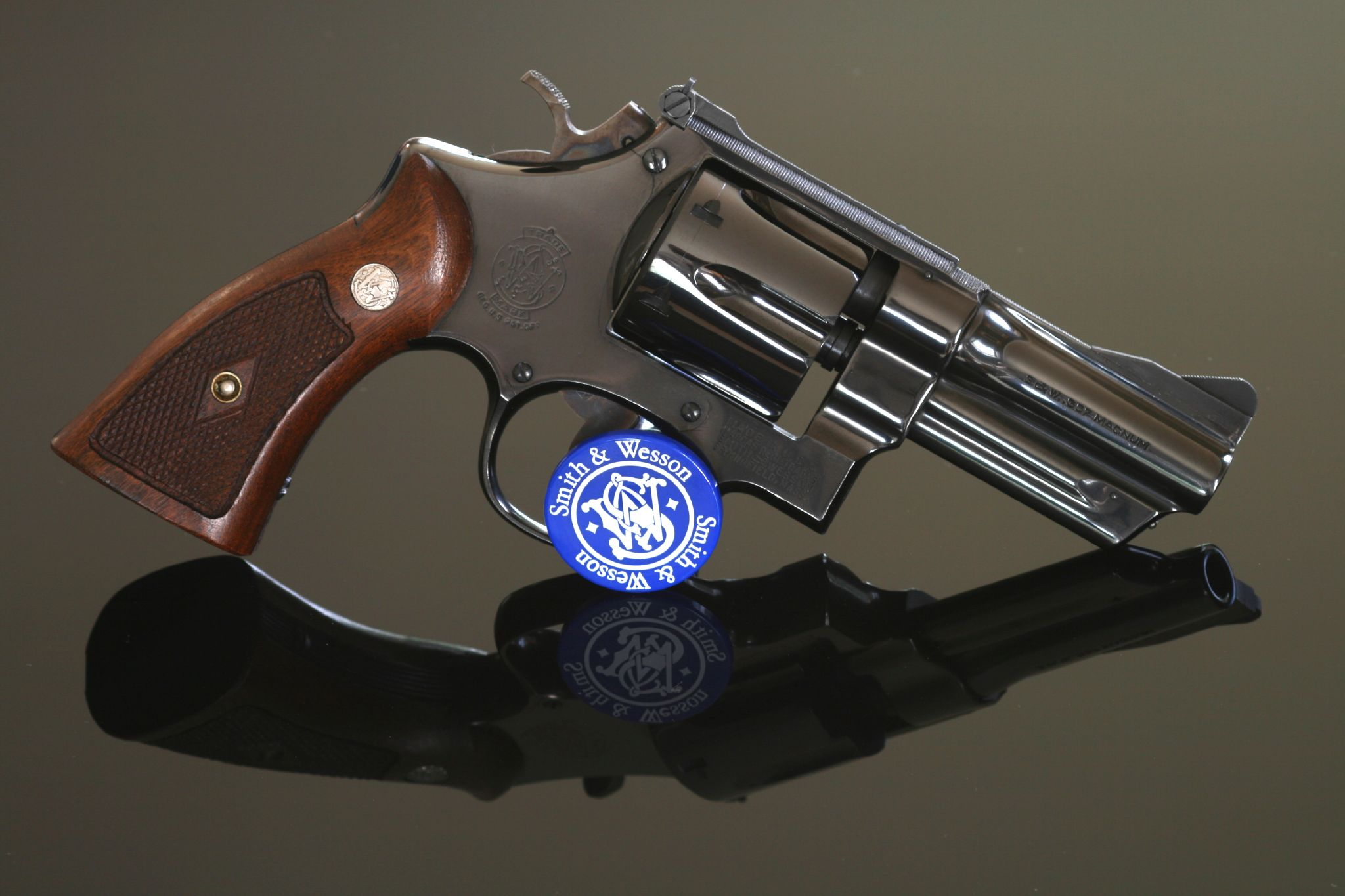
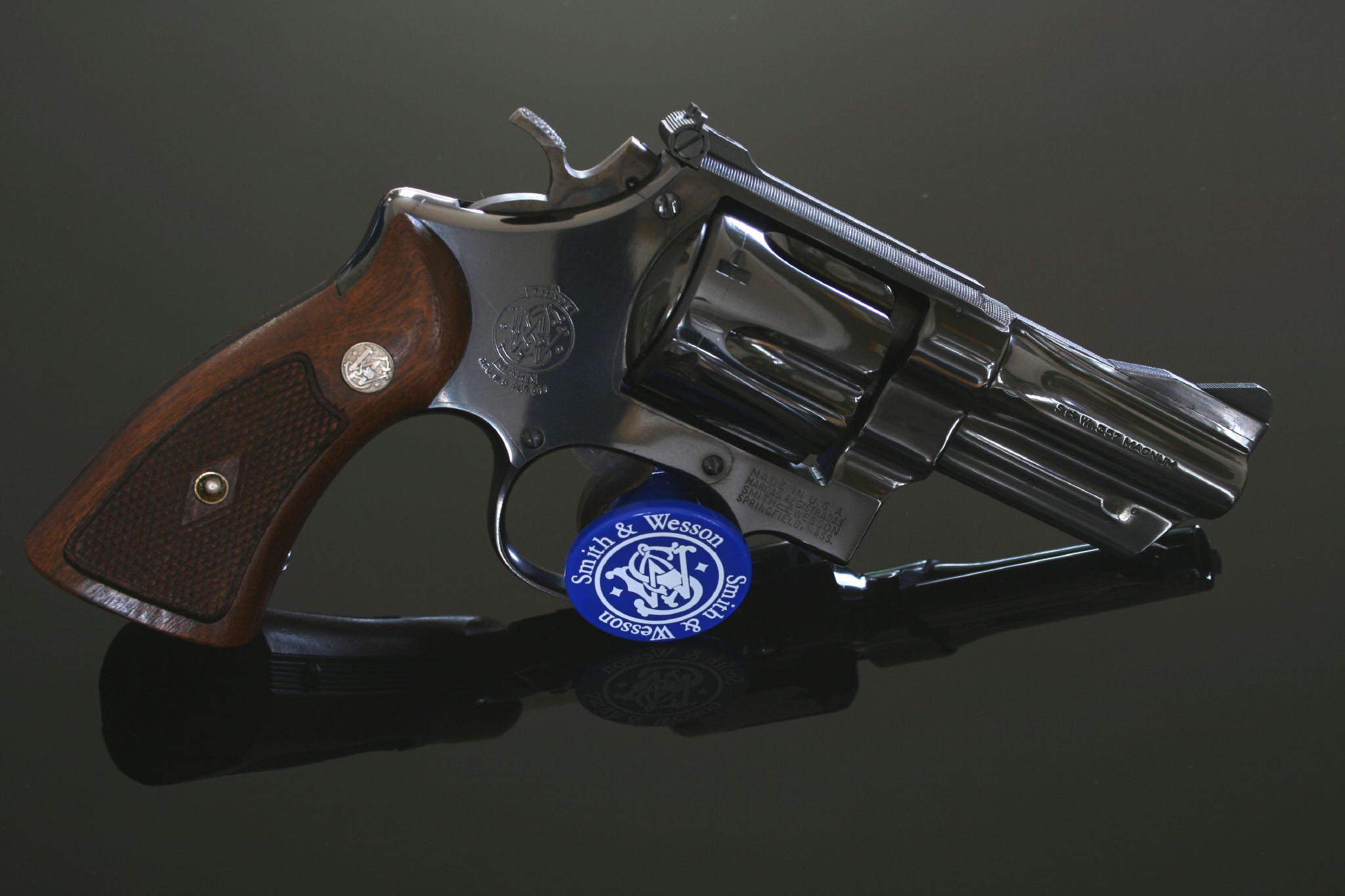
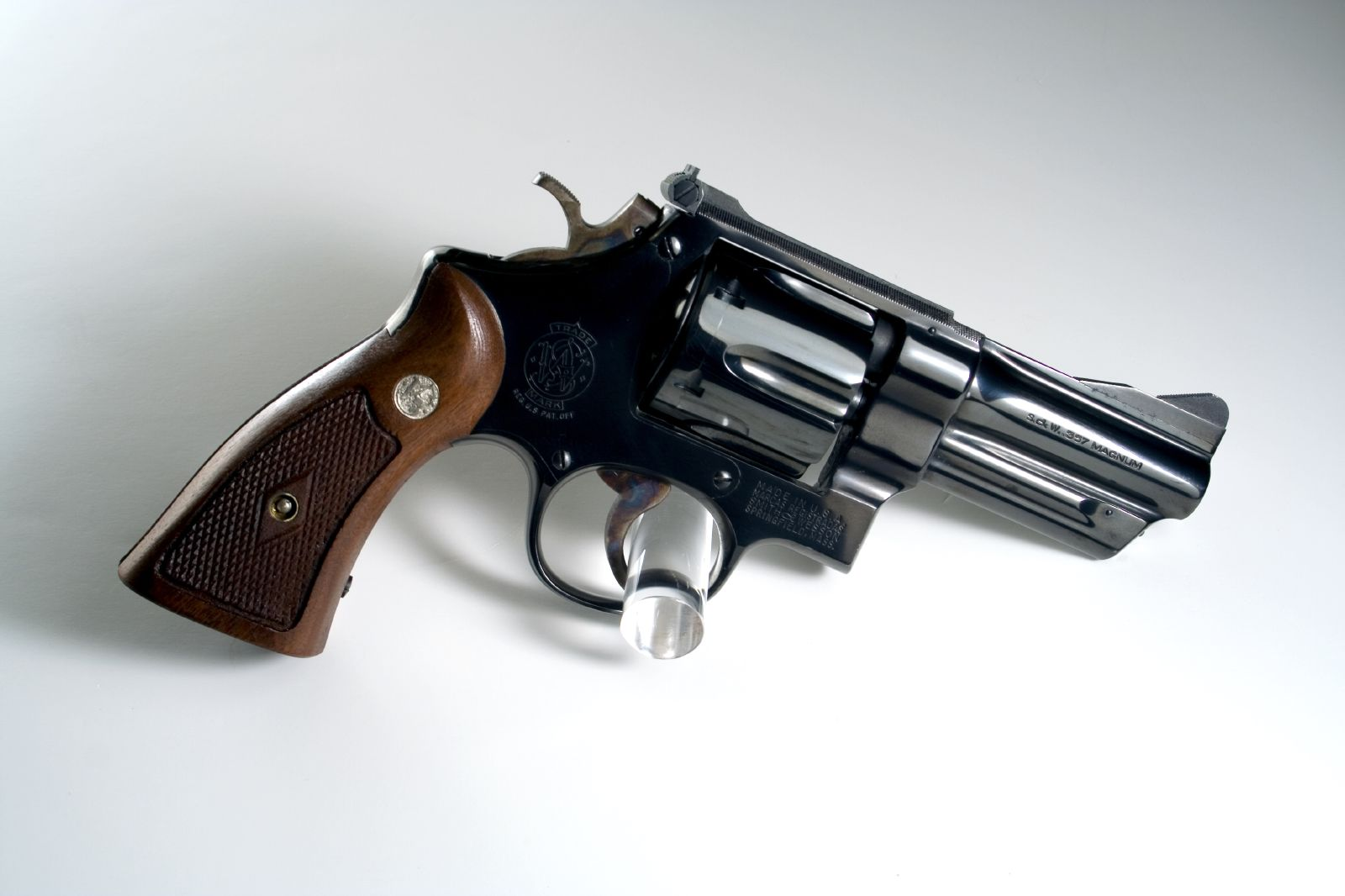
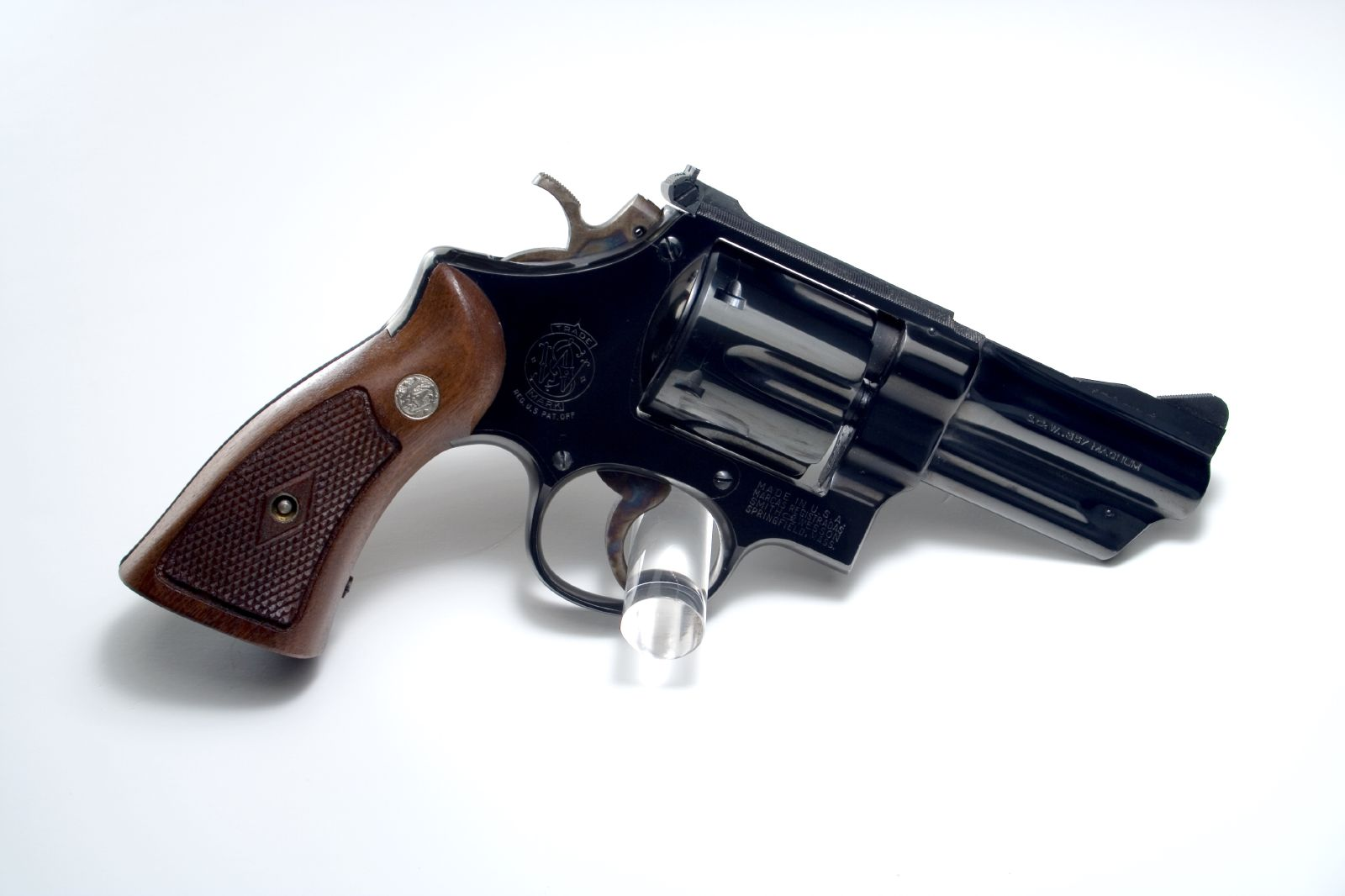
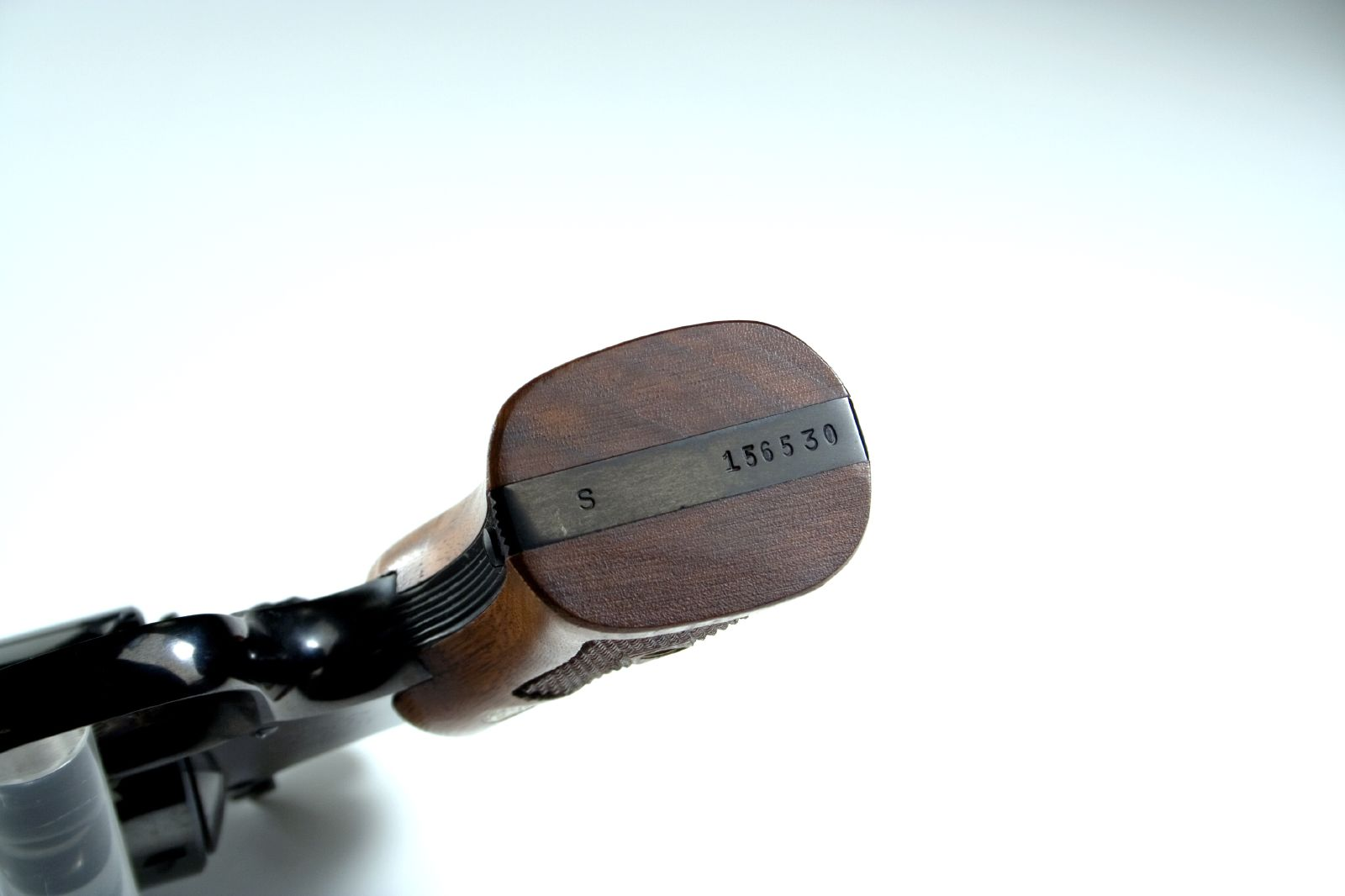
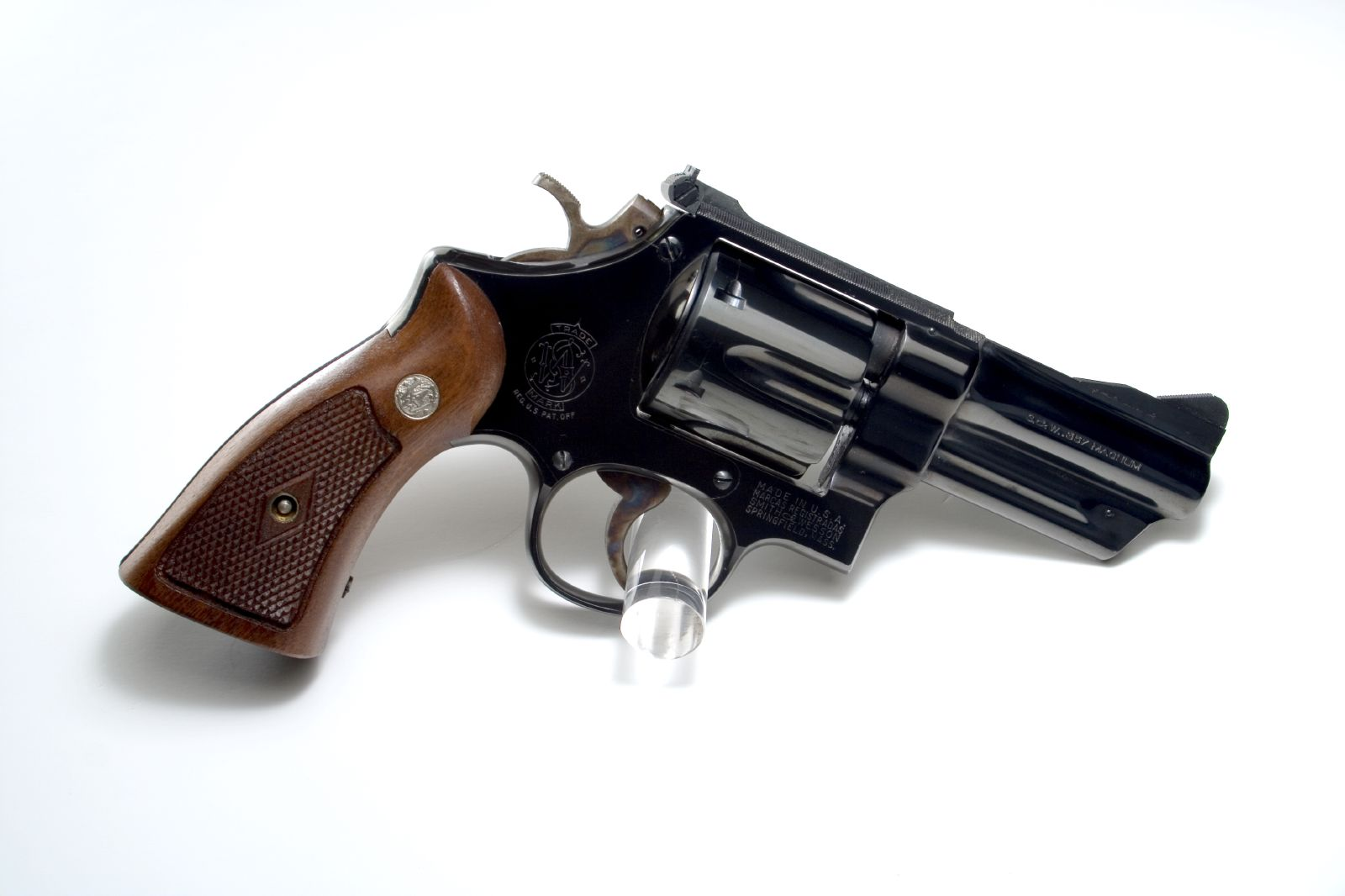
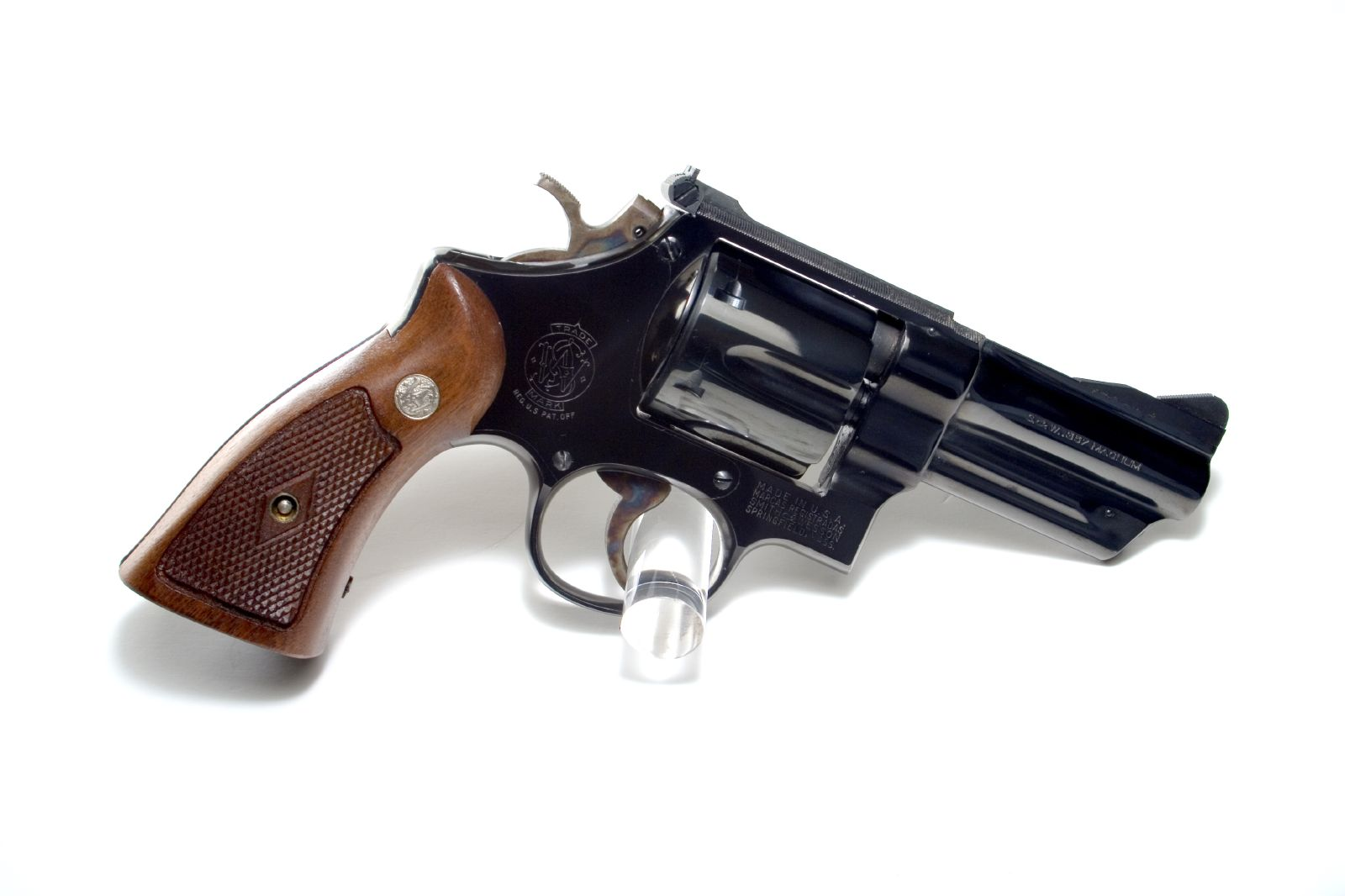
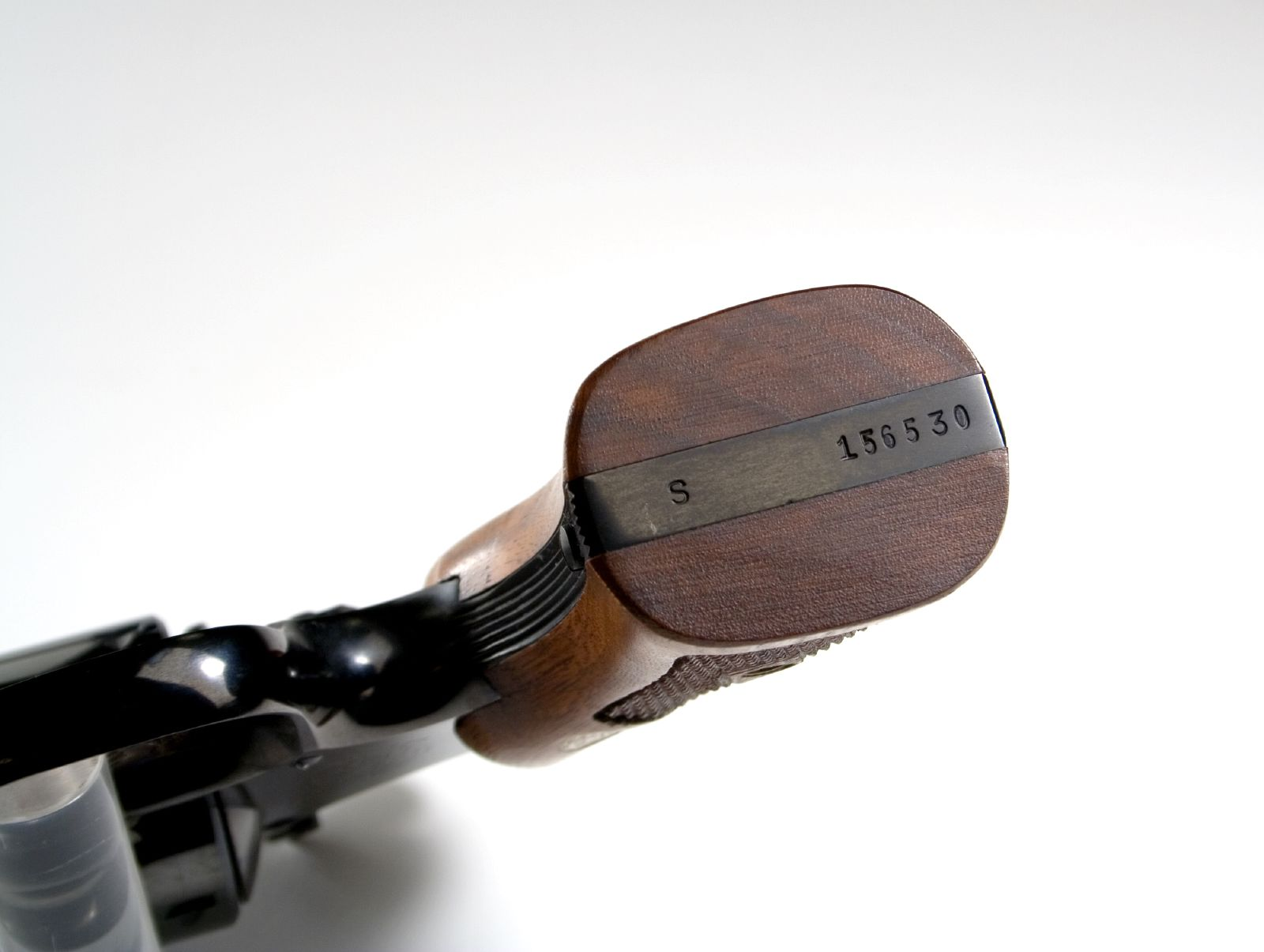
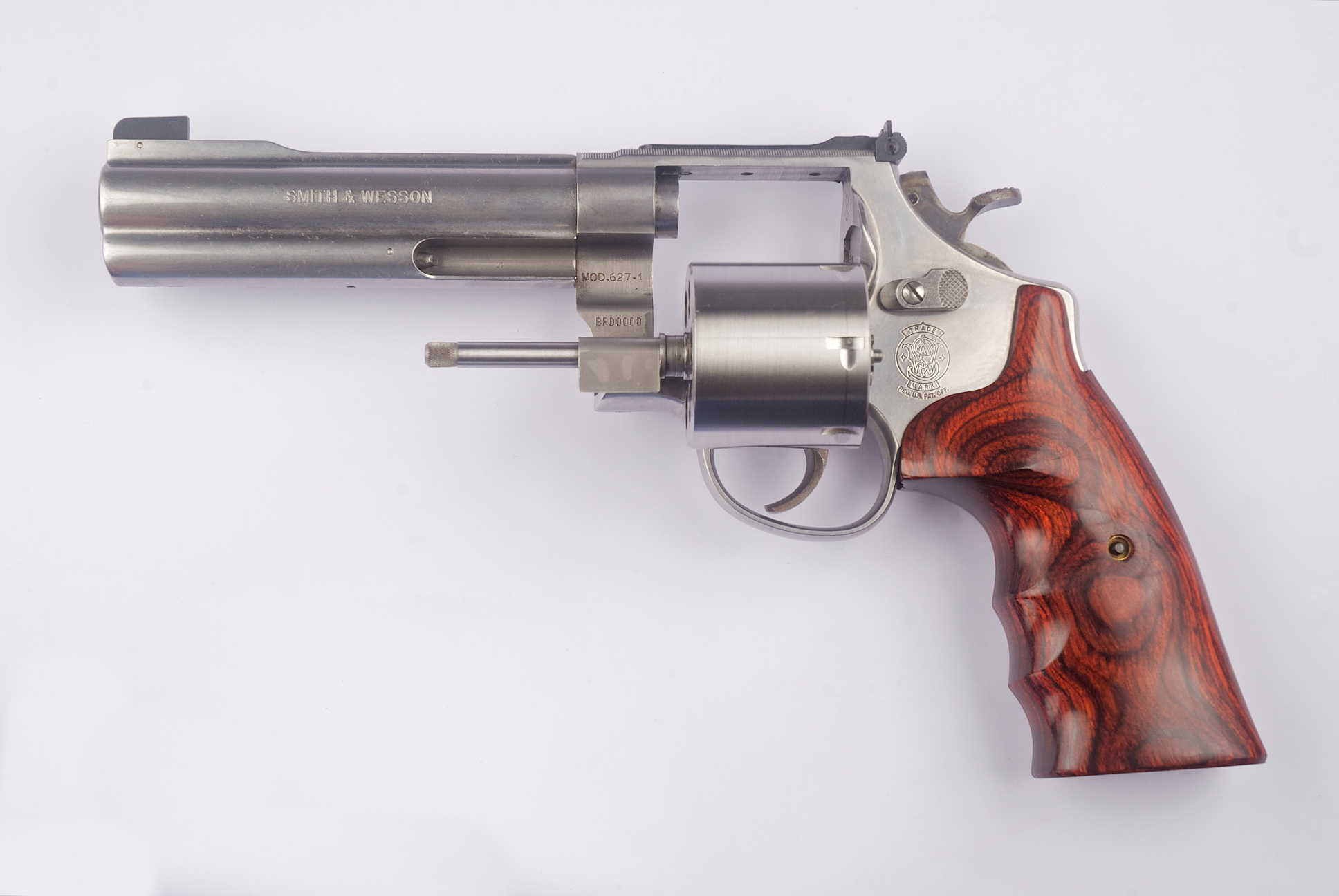
史密斯威森M627-1
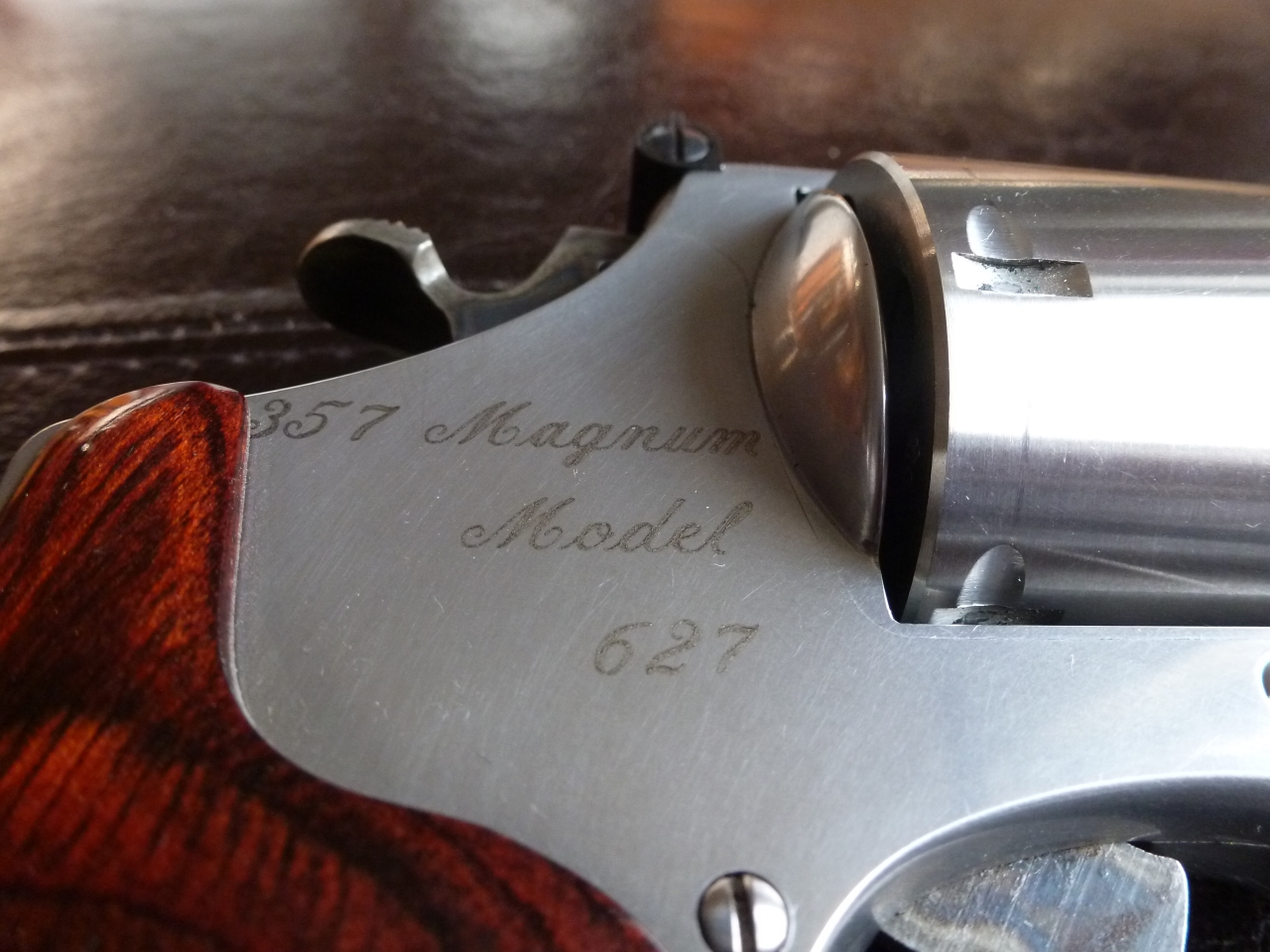
史密斯威森M627的機匣特寫

## 資料來源
1. ↑  Province, Charles M. . Hippocrene Books. 1982-12-01: 41. ISBN 9780882546414.

- （英文）—Manfacturer: Smith & Wesson （页面存档备份，存于）—
  - Model 27 .357 Magnum® Anniversary
  - Model 27 （页面存档备份，存于）
  - Model 27 - S&W Classics - 6 1/2" - Blue （页面存档备份，存于）
  - Model 27 - S&W Classics - 6 1/2" - Bright Nickel
  - ARCHIVE: Model 27 - S&W Classics - 4" - Nickel[永久]
- Taffin, John. . . Krause Publications. 1997. ISBN 0873415027.

## 外部連結
- （英文）—American Rifleman—Smith & Wesson 75th Anniversary .357 Mag. （页面存档备份，存于）
- （英文）—Notpurfect.com—m27 （页面存档备份，存于）
- （英文）—Modern Firearms—Smith & Wesson N-frame revolvers
- （英文）—The Firearm Blog.com—
  - S&W Model 627 .38 Super （页面存档备份，存于）
  - POTD: 1977 S&W Model 27-2 （页面存档备份，存于）
  - J.W. Aquirre Rocking A S&W 627 （页面存档备份，存于）
- （英文）—Tactical-Life.com—Reinventing the Wheel: 10 Elite Revolvers From Smith & Wesson （页面存档备份，存于）
- （英文）—Personal Defense World.com—
  - Enhanced Snubbies: Smith & Wesson Model 627 & 327 （页面存档备份，存于）
  - 32 Revolvers From CONCEALED CARRY HANDGUNS 2016（页面存档备份，存于）
  - 14 Formidable .357 Magnum Revolvers （页面存档备份，存于）
  - Hot 8-Shot Snubbie: Smith & Wesson Performance Center Model 627 （页面存档备份，存于）